# Библиография Льва Выготского
Лев Семёнович Выго́тский (1896—1934) — советский психолог, основатель культурно-исторической школы в психологии и лидер круга Выготского. Самый цитируемый психолог в стране и, наряду с И. П. Павловым, самый цитируемый русскоязычный психолог в мире.
В списке в хронологическом порядке в табличном виде представлены произведения  Л.С. Выготского, изданные в России. За основу списка взяты многочисленные уже существующие библиографии работ автора.

## Публикации и работы университетского периода (1913—1917)
| \| #-лифанова \| Написано, год(ы) \| Опубликовано, год \| Жанр \| Соавтор(ы) \| Название \| Издание \| Издатель \| Том (выпуск), страницы \| Переиздания \| Примечание \| \| ---------- \| ---------------- \| ----------------- \| --------- \| ---------- \| ---------------------------------------------------------------------------------------------------------------------- \| ---------- \| -------- \| ---------------------- \| ----------------------------------------------------------------------------------------------------------------- \| ------------------------------------------------------------------------------------------------------------------------------------------------------------------- \| \| 1 \| 1915 \| -- \| рукопись \| -- \| Трагедия о Гамлете, принце Датском, У. Шекспира \| -- \| -- \| -- \| -- \| Семейный архив Л. С. Выготского. Гомель, 5 августа −12 сентября 1915 г. \| \| 2 \| -- \| 1916 \| рецензия \| -- \| Литературные заметки. «Петербург». Роман Андрея Белого \| Новый путь \| -- \| № 47. Стб. 27-32 \| (а) Панорама Израиля[период 1913-1917 1], (b) От Гомеля до Москвы[период 1913-1917 2] \| Подпись: Л. С. Выгодский \| \| 3 \| -- \| 1916 \| рецензия \| -- \| М. Ю. Лермонтов (к 75-летию со дня смерти) \| Новый путь \| -- \| № 28. С. 7-11 \| (a) Двадцать два[период 1913-1917 3], (b) От Гомеля до Москвы[период 1913-1917 4] \| По указанию в переиздании (b), статья была подписана «Л. С.». \| \| 4 \| -- \| 1916 \| очерк? \| -- \| Мысли и настроения (Строки к Хануко [sic]) \| Новый путь \| -- \| № 48-49. С. 49-52 \| -- \| NB: Начало ханукальной недели в 1916 году — 20 декабря, то есть 7 декабря по ст. ст. \| \| 5 \| -- \| 1916 \| рецензия \| -- \| Рец. на кн.: Андрей Белый. Петербург \| Летопись \| -- \| № 12. Стб. 327—328 \| -- \| Подпись: Л. С. \| \| 6 \| -- \| 1916 \| рецензия \| -- \| Рец. на кн.: Вячеслав Иванов. Борозды и межи. М.: Мусатет, 1916 \| Летопись \| -- \| № 10. С. 351—352 \| -- \| -- \| \| 7 \| -- \| 1916 \| рукопись \| -- \| Трагедия о Гамлете, принце Датском, У. Шекспира \| -- \| -- \| -- \| (a) ПИ, 1968[период 1913-1917 5], (b) ПИ, 1986[период 1913-1917 6], (c) ПИ, 1987[период 1913-1917 7] \| Рукопись: семейный архив Л. С. Выготского. М., 14-23 февраля 1916 г. 12 тетрадей \| \| 8 \| -- \| 1916 \| очерк? \| -- \| Траурные строки \| Новый путь \| -- \| № 27. С. 28-30 \| -- \| -- \| \| 9 \| -- \| 1917 \| очерк \| -- \| Аводим хоину \| Новый путь \| -- \| № 11-12. С. 8-10 \| Аводим хоину: (a)От Гомеля до Москвы, 1996[период 1913-1917 8], (b) От Гомеля до Москвы, 2000[период 1913-1917 9] \| -- \| \| 10 \| -- \| 1917 \| рецензия \| -- \| Рец. на кн.: Мережковский Д. Будет радость. Пг.: Огни, 1916 \| Летопись \| -- \| № 1. С. 309—310 \| -- \| Подпись: Л. С. \| \| 11 \| -- \| 1917 \| рецензия \| -- \| Рец. на кн.: И. С. Тургенев. Поп. Поэма. С предисловием и примечанием Н. Л. Бродского. М.: изд-во Л. Э. Бухгейма. 1917 \| Летопись \| -- \| № 5-6. С. 366—367 \| -- \| Подпись: Л. С. NB: в библиографии Лифановой название указано неточно как «Рец. на предисловие и примечания Н. Л. Бродского к поэме И. С. Тургенева „Поп“. М., 1916» \| \| 12 \| -- \| 1917 \| рукопись \| -- \| Театральные заметки (письмо из Москвы) \| -- \| -- \| -- \| -- \| Семейный арх. Л. С. Выготского. М., 17 февраля 1917 г. 9 с. \| \| -- \| 1915 \| -- \| рукопись \| -- \| Евреи и еврейский вопрос в произведениях Ф. М. Достоевского \| -- \| -- \| -- \| (a) Вести[период 1913-1917 10] (в сокращении), (b) От Гомеля до Москвы[период 1913-1917 11] \| Первая часть авторского оригинала рукописи; работа написана предположительно в 1912—1916 г. \| \| -- \| -- \| 1916 \| перевод \| -- \| Выкуп (из «Книги Хасидов» М. И. Бердичевского) \| Новый путь \| -- \| № 38. С. 37-40 \| -- \| Перев. с древне-еврейского. Подпись: Л. С. \| \| -- \| -- \| 1917 \| сообщение \| -- \| Гомель: Выборы в городскую думу \| Новый путь \| -- \| № 24-25. С. 30-31 \| -- \| Подпись: Л. С. \| \| -- \| -- \| 1917 \| сообщение \| -- \| В провинции \| Новый путь \| -- \| № 9-10. С. 39 \| -- \| Подпись: Выготский [??]. Цит. по Завершнева, 2012[период 1913-1917 12] \| \| -- \| -- \| 1917 \| сообщение \| -- \| Конференция с.-д. \| Новый путь \| -- \| № 29. С. 31 \| -- \| Подпись: W. Цит. по Завершнева, 2012[период 1913-1917 12] \| \| -- \| -- \| 1917 \| сообщение \| -- \| Провинциальные заметки \| Новый путь \| -- \| № 29. С. 29 \| -- \| Подпись: Л. С. Цит. по Завершнева, 2012[период 1913-1917 12] \| |                  |                   |           |            | |            |          |                        |                                                                           | |
| Ссылки: 1. 2. 3. 4. 5. 6. 7. 8. 9. 10. 11. 12. Источники: 1. Литературные заметки («Петербург», роман Андрея Белого. 1916 г.) // Панорама Израиля (1989, 16 мая, 258) 2. М. Ю. Лермонтов (к 75-летию со дня смерти). 1841—1916 // журнал Двадцать два (Тель-Авив) (1995, 96, с комментариями Р. Д. Тименчика) 3. Евреи и еврейский вопрос в произведениях Ф. М. Достоевского // газета Вести (Тель-Авив), приложение Окна, март 1997 (в сокращении) 4. Выготский Л. С. Психология искусства. 2-е изд., испр. и доп. М.: Искусство, 1968 5. Выготский Л. С. Психология искусства. 3-е изд. М.: Искусство, 1986 6. Выготский Л. С. Психология искусства. М.: Педагогика, 1987 Исследовательская (и мемуарная) литература 1. Л. С. Выготский: Начало пути. Воспоминания С. Ф. Добкина о Льве Выготском. Ранние статьи Л. С. Выготского. Составитель и редактор И. М. Фейгенберг. Сер: Евреи в мировой культуре. Выпуск 27. Иерусалим Иерусалимский изд. центр, 1996 2. От Гомеля до Москвы. Начало творческого пути Льва Выготского. Из воспоминаний Семена Добкина. Ранние статьи Л. С. Выготского. Составитель и редактор И. М. Фейгенберг. Lewiston-Queenston-Lampeter: The Edwin Mellen Press, 2000. 3. Kotik-Friedgut, Bella & Friedgut, Theodore H. (2008). A man of his country and his time: Jewish influences on Lev Semionovich Vygotsky’s world view. History of Psychology, 11(1), 15-39 4. Завершнева Е. (2012). Еврейский вопрос в неопубликованных рукописях Л. С. Выготского // Вопр. психол. 2012. № 2. С. 79-99 5. Маркес П. (2012). Читательская критика Выготского. PsyAnima, Dubna Psychological Journal \| Психологический журнал университета 'Дубна'- 3, 2012, 98-106 6. Marques, Priscila Nascimento (2012). L. S. Vygotsky’s reader’s critique. PsyAnima, Dubna Psychological Journal \| Психологический журнал университета 'Дубна'- 3, 2012, 107—112 7. Завершнева Е. (2013). «Молюсь о даре душевного усилия»: мысли и настроения Л. С. Выготского накануне революции 1917 г. // Вопросы психологии, 2013. № 2, С. 112—132 |                  |                   |           |            | |            |          |                        |                                                                           | |
| #-лифанова | Написано, год(ы) | Опубликовано, год | Жанр      | Соавтор(ы) | Название | Издание    | Издатель | Том (выпуск), страницы | Переиздания                                                               | Примечание |
| 1 | 1915             | --                | рукопись  | --         | Трагедия о Гамлете, принце Датском, У. Шекспира                                                                        | --         | --       | --                     | --                                                                        | Семейный архив Л. С. Выготского. Гомель, 5 августа −12 сентября 1915 г.                                                                                             |
| 2 | --               | 1916              | рецензия  | --         | Литературные заметки. «Петербург». Роман Андрея Белого                                                                 | Новый путь | --       | № 47. Стб. 27-32       | (а) Панорама Израиля, (b) От Гомеля до Москвы                             | Подпись: Л. С. Выгодский |
| 3 | --               | 1916              | рецензия  | --         | М. Ю. Лермонтов (к 75-летию со дня смерти)                                                                             | Новый путь | --       | № 28. С. 7-11          | (a) Двадцать два, (b) От Гомеля до Москвы                                 | По указанию в переиздании (b), статья была подписана «Л. С.». |
| 4 | --               | 1916              | очерк?    | --         | Мысли и настроения (Строки к Хануко [sic])                                                                             | Новый путь | --       | № 48-49. С. 49-52      | --                                                                        | NB: Начало ханукальной недели в 1916 году — 20 декабря, то есть 7 декабря по ст. ст.                                                                                |
| 5 | --               | 1916              | рецензия  | --         | Рец. на кн.: Андрей Белый. Петербург                                                                                   | Летопись   | --       | № 12. Стб. 327—328     | --                                                                        | Подпись: Л. С. |
| 6 | --               | 1916              | рецензия  | --         | Рец. на кн.: Вячеслав Иванов. Борозды и межи. М.: Мусатет, 1916                                                        | Летопись   | --       | № 10. С. 351—352       | --                                                                        | -- |
| 7 | --               | 1916              | рукопись  | --         | Трагедия о Гамлете, принце Датском, У. Шекспира                                                                        | --         | --       | --                     | (a) ПИ, 1968, (b) ПИ, 1986, (c) ПИ, 1987                                  | Рукопись: семейный архив Л. С. Выготского. М., 14-23 февраля 1916 г. 12 тетрадей                                                                                    |
| 8 | --               | 1916              | очерк?    | --         | Траурные строки | Новый путь | --       | № 27. С. 28-30         | --                                                                        | -- |
| 9 | --               | 1917              | очерк     | --         | Аводим хоину | Новый путь | --       | № 11-12. С. 8-10       | Аводим хоину: (a)От Гомеля до Москвы, 1996, (b) От Гомеля до Москвы, 2000 | -- |
| 10 | --               | 1917              | рецензия  | --         | Рец. на кн.: Мережковский Д. Будет радость. Пг.: Огни, 1916                                                            | Летопись   | --       | № 1. С. 309—310        | --                                                                        | Подпись: Л. С. |
| 11 | --               | 1917              | рецензия  | --         | Рец. на кн.: И. С. Тургенев. Поп. Поэма. С предисловием и примечанием Н. Л. Бродского. М.: изд-во Л. Э. Бухгейма. 1917 | Летопись   | --       | № 5-6. С. 366—367      | --                                                                        | Подпись: Л. С. NB: в библиографии Лифановой название указано неточно как «Рец. на предисловие и примечания Н. Л. Бродского к поэме И. С. Тургенева „Поп“. М., 1916» |
| 12 | --               | 1917              | рукопись  | --         | Театральные заметки (письмо из Москвы)                                                                                 | --         | --       | --                     | --                                                                        | Семейный арх. Л. С. Выготского. М., 17 февраля 1917 г. 9 с. |
| -- | 1915             | --                | рукопись  | --         | Евреи и еврейский вопрос в произведениях Ф. М. Достоевского                                                            | --         | --       | --                     | (a) Вести (в сокращении), (b) От Гомеля до Москвы                         | Первая часть авторского оригинала рукописи; работа написана предположительно в 1912—1916 г.                                                                         |
| -- | --               | 1916              | перевод   | --         | Выкуп (из «Книги Хасидов» М. И. Бердичевского)                                                                         | Новый путь | --       | № 38. С. 37-40         | --                                                                        | Перев. с древне-еврейского. Подпись: Л. С. |
| -- | --               | 1917              | сообщение | --         | Гомель: Выборы в городскую думу                                                                                        | Новый путь | --       | № 24-25. С. 30-31      | --                                                                        | Подпись: Л. С. |
| -- | --               | 1917              | сообщение | --         | В провинции | Новый путь | --       | № 9-10. С. 39          | --                                                                        | Подпись: Выготский [??]. Цит. по Завершнева, 2012 |
| -- | --               | 1917              | сообщение | --         | Конференция с.-д. | Новый путь | --       | № 29. С. 31            | --                                                                        | Подпись: W. Цит. по Завершнева, 2012 |
| -- | --               | 1917              | сообщение | --         | Провинциальные заметки                                                                                                 | Новый путь | --       | № 29. С. 29            | --                                                                        | Подпись: Л. С. Цит. по Завершнева, 2012 |

## Публикации и работы гомельского периода (1919—1923)
Нам известны лишь несколько публикаций Выготского периода 1919—1921 гг. Все известные нам публикации Выготского 1922—1923 гг. — в изданиях Наш понедельник и Полесская правда. Наш понедельник, еженедельная политическая и литературная газета, издавался в Гомеле в 1922-23 в издательстве «Гомельский рабочий»). В 1922 г. вышли номера 1-20, в 1923 — 21-58 (?-17.ix). Последний номер газеты вышел 17 сентября 1923 г., после чего это издание было объединено с Полесской правдой (в библиографическом издании Периодика по литературе и искусству за годы революции: 1917—1932 / составила К. Д. Муратова; под ред. С. Д. Балухатого / Ленинград : Изд-во Академии наук СССР , 1933. Наш понедельник отмечен под номером 1037). Последняя известная нам публикация Выготского в Нашем понедельнике датируется 3 сентября 1923 г. (Гастроли второй студии МХАТ // Наш понедельник. 1923. № 52. С. 3.), после чего, с 25 сентября, он начинает печататься в газете Полесская правда (Петр III и Екатерина II // Полесская правда. 1923. № 1006), органе Гомельского окружкома КП(б)Б, окрисполкома, и окрпрофбюро, выходившей в Гомеле в 1920―1930  (выходит и до настоящего времени под названием «Гомельская правда»).
| \| №-лифанова \| Написано, год(ы) \| Опубликовано, год \| Том (выпуск) № \| Стр. \| Жанр \| Соавтор(ы) \| Название \| Издание \| Издательство \| Переиздания \| Примечание \| \| ---------- \| ---------------- \| ----------------- \| -------------- \| ---- \| ---------------- \| ---------- \| -------------------------------------------------------------------------------------------------------- \| ----------------------------------------------- \| ------------------------------------------------------ \| ----------------------------------------------------------------------------------------------------------------------------------------------------------------------------------------------------------------------------------------------------------------------- \| ------------------------------------------------------------------------------------------------ \| \| -- \| -- \| 1919 \| 1 \| -- \| статья \| -- \| Театр и революция \| Стихи и проза русской революции. Сборник первый \| Киев: Книгоиздательский кооператив «Современная мысль» \| -- \| -- \| \| 13 \| -- \| 1920 \| 613 \| 1 \| рецензия \| -- \| Царь голый (недоступная ссылка) \| Жизнь искусства \| -- \| -- \| Выпуск № 613—615. Подпись: Л. С. Выгодский \| \| 14 \| -- \| 1922 \| 3 \| 4 \| рецензия \| -- \| Гастроли Е. В. Гельцер \| Наш понедельник \| -- \| Выготский, Л. С. Ранние работы Л. С. Выготского: литературоведческие заметки и театральные рецензии в газете «Наш понедельник» (Гомель), 1922 г. // PsyAnima, Психологический журнал Международного университета природы, общества и человека "Дубна", 198—223, 4, 2011 \| -- \| \| 15 \| -- \| 1922 \| 7 \| 3 \| рецензия \| -- \| Гастроли оперетты \| Наш понедельник \| -- \| -- \| -- \| \| 16 \| -- \| 1922 \| 3 \| 4 \| рецензия \| -- \| Гастроли Соловцовской труппы \| Наш понедельник \| -- \| -- \| -- \| \| 17 \| -- \| 1922 \| 7 \| 3 \| рецензия \| -- \| Декабристы и их поэзия \| Наш понедельник \| -- \| -- \| -- \| \| 18 \| -- \| 1922 \| 9 \| 3 \| рецензия \| -- \| Дурак. Хамка \| Наш понедельник \| -- \| -- \| -- \| \| 19 \| -- \| 1922 \| 11 \| 3 \| рецензия \| -- \| Коварство и любовь. Соколы и вороны \| Наш понедельник \| -- \| -- \| -- \| \| 20 \| -- \| 1922 \| -- \| -- \| рукопись доклада \| -- \| О методах преподавания художественной литературы в школе II ступени \| -- \| -- \| -- \| Семейный арх. Л. С. Выготского. Тезисы докл. на губ. научно-метод. конф. 7 августа 1922 г. 17 c. \| \| 21 \| -- \| 1922 \| 6 \| 4 \| рецензия \| -- \| Октябрь в поэзии \| Наш понедельник \| -- \| -- \| -- \| \| 22 \| -- \| 1922 \| 14 \| 3 \| рецензия \| -- \| Орленок. Ученик дьявола \| Наш понедельник \| -- \| -- \| -- \| \| 23 \| -- \| 1922 \| 7 \| 3 \| рецензия \| -- \| Открытие сезона \| Наш понедельник \| -- \| -- \| -- \| \| 24 \| -- \| 1922 \| 4 \| 4 \| рецензия \| -- \| Преступление и наказание. Золотая осень. На дне \| Наш понедельник \| -- \| -- \| -- \| \| 25 \| -- \| 1922 \| 1 \| 7 \| статья \| -- \| Редакционная статья \| Вереск \| -- \| -- \| -- \| \| 26 \| -- \| 1922 \| 8 \| 3 \| рецензия \| -- \| Ревизор. Флавия Тесини. Цена жизни. Певец своей печали. Овод \| Наш понедельник \| -- \| -- \| -- \| \| 27 \| -- \| 1922 \| 12 \| 3 \| рецензия \| -- \| Уриэль Акоста. Гроза \| Наш понедельник \| -- \| -- \| -- \| \| 28 \| -- \| 1922 \| 13 \| 3 \| рецензия \| -- \| Хорошо сшитый фрак \| Наш понедельник \| -- \| -- \| -- \| \| 29 \| -- \| 1922 \| 10 \| 3 \| рецензия \| -- \| Чёрная пантера. Волчьи души \| Наш понедельник \| -- \| -- \| -- \| \| 30 \| -- \| 1923 \| 44 \| 3 \| рецензия \| -- \| Академические гастроли (недоступная ссылка) [I] \| Наш понедельник \| -- \| -- \| В библиографии Лифановой указаны такие три номера издания: № 44, 45, 46 \| \| 30 \| -- \| 1923 \| 45 \| 3 \| рецензия \| -- \| Академические гастроли (недоступная ссылка) [II] \| Наш понедельник \| -- \| -- \| В библиографии Лифановой указаны такие три номера издания: № 44, 45, 46 \| \| 30 \| -- \| 1923 \| 46 \| 3 \| рецензия \| -- \| Академические гастроли (недоступная ссылка) [III] \| Наш понедельник \| -- \| -- \| В библиографии Лифановой указаны такие три номера издания: № 44, 45, 46 \| \| 31 \| -- \| 1923 \| 28 \| 3 \| рецензия \| -- \| Без руля и без ветрил (недоступная ссылка) \| Наш понедельник \| -- \| -- \| -- \| \| 32 \| -- \| 1923 \| 40 \| 4 \| рецензия \| -- \| Белорусский театр (К гастролям в Гомеле) \| Наш понедельник \| -- \| -- \| Без подписи. Автор предположительно Л. С. Выготский \| \| 33 \| -- \| 1923 \| 39 \| 3 \| рецензия \| -- \| Беседа с руководством «Красного Факела» (недоступная ссылка) \| Наш понедельник \| -- \| -- \| -- \| \| 34 \| -- \| 1923 \| 1057 \| 4 \| рецензия \| -- \| Благодать (недоступная ссылка) \| Полесская правда \| -- \| -- \| -- \| \| 35 \| -- \| 1923 \| 1069 \| 3 \| рецензия \| -- \| Большой народный писатель. К юбилею Серафимовича (недоступная ссылка) \| Полесская правда \| -- \| -- \| Подпись: Л. В. \| \| 36 \| -- \| 1923 \| 28 \| 3 \| рецензия \| -- \| В бабушкиной библиотеке (недоступная ссылка) \| Наш понедельник \| -- \| -- \| -- \| \| 37 \| -- \| 1923 \| 49 \| 3 \| рецензия \| -- \| В антракте между гастролями \| Наш понедельник \| -- \| -- \| -- \| \| 38 \| -- \| 1923 \| 1008 \| 3 \| рецензия \| -- \| Ведьма (недоступная ссылка) \| Полесская правда \| -- \| -- \| -- \| \| 39 \| -- \| 1923 \| 1014 \| 3 \| рецензия \| -- \| Вечерняя заря (недоступная ссылка) \| Полесская правда \| -- \| -- \| -- \| \| 40 \| -- \| 1923 \| 1010 \| 3 \| рецензия \| -- \| Власть тьмы (недоступная ссылка) \| Полесская правда \| -- \| -- \| В библиографии Лифановой ошибочно указан номер 1110 \| \| 41 \| -- \| 1923 \| 42 \| 3 \| рецензия \| -- \| Гастроли Белорусского театра (недоступная ссылка) \| Наш понедельник \| -- \| -- \| -- \| \| 42 \| -- \| 1923 \| 51 \| 3 \| рецензия \| -- \| Гастроли второй студии МХАТ (недоступная ссылка) \| Наш понедельник \| -- \| -- \| В библиографии Лифановой под номером 42 указаны выпуски издания № 51, 52 \| \| 42 \| -- \| 1923 \| 52 \| 3 \| рецензия \| -- \| Гастроли второй студии МХТ (недоступная ссылка) \| Наш понедельник \| -- \| -- \| В библиографии Лифановой под номером 42 указаны выпуски издания № 51, 52 \| \| 43 \| -- \| 1923 \| 40 \| 3 \| рецензия \| -- \| Гастроли «Красного Факела». Зеленое кольцо. Младость. Монна Ванна (недоступная ссылка) \| Наш понедельник \| -- \| -- \| -- \| \| 44 \| -- \| 1923 \| 33 \| 33 \| рецензия \| -- \| Гастроли «Красного Факела». Сверчок на печи. Собака на сене. Океан. Победа смерти \| Наш понедельник \| -- \| -- \| В библиографии Лифановой стр. 33 указана, по всей видимости, ошибочно \| \| 45 \| -- \| 1923 \| 41 \| 3 \| рецензия \| -- \| Гастроли «Красного Факела». Шут на троне. Игра интересов (недоступная ссылка) \| Наш понедельник \| -- \| -- \| -- \| \| 46 \| -- \| 1923 \| 1072 \| 3 \| рецензия \| -- \| Гастроли Максимова \| Полесская правда \| -- \| -- \| Подпись: Выгодский Л. С. \| \| 47 \| -- \| 1923 \| 37 \| 3 \| рецензия \| -- \| Гастроли труппы Азагаровой (недоступная ссылка) \| Наш понедельник \| -- \| -- \| В библиографии Лифановой указаны выпуски издания № 37, 38 \| \| 48 \| -- \| 1923 \| 46 \| 3 \| рецензия \| -- \| Гастроли Утесова и Фореггера (недоступная ссылка) \| Наш понедельник \| -- \| -- \| В библиографии Лифановой указаны выпуски издания № 46, 47 \| \| 49 \| -- \| 1923 \| 21 \| 3 \| рецензия \| -- \| Две сиротки (недоступная ссылка) \| Наш понедельник \| -- \| -- \| -- \| \| 50 \| -- \| 1923 \| 1081 \| 3 \| рецензия \| -- \| Десять дней, которые потрясли мир (недоступная ссылка) \| Полесская правда \| -- \| -- \| -- \| \| 51 \| -- \| 1923 \| 1009 \| 3 \| рецензия \| -- \| Джентльмен (недоступная ссылка) \| Полесская правда \| -- \| -- \| -- \| \| 52 \| -- \| 1923 \| 22 \| 3 \| рецензия \| -- \| Дети солнца (недоступная ссылка) \| Наш понедельник \| -- \| -- \| -- \| \| 53 \| -- \| 1923 \| 34 \| 3 \| рецензия \| -- \| Еврейский театр. Бар Кохба. Дер ешива бохер (недоступная ссылка) \| Наш понедельник \| -- \| -- \| -- \| \| 54 \| -- \| 1923 \| 36 \| 3 \| рецензия \| -- \| Еврейский театр. Бенефис С. И. Эйдельман (недоступная ссылка) \| Наш понедельник \| -- \| -- \| -- \| \| 55 \| -- \| 1923 \| 33 \| 3 \| рецензия \| -- \| Еврейский театр. Колдунья. Дос ферблонзеле шейфеле \| Наш понедельник \| -- \| -- \| Подпись: Выготский Л. С. В библиографии Лифановой ошибочно указано: «Подпись: Выгодский Л. С.» \| \| 56 \| -- \| 1923 \| 30 \| 3 \| рецензия \| -- \| Еврейский театр. Сильва. А менш зол мен зайн (недоступная ссылка) \| Наш понедельник \| -- \| -- \| -- \| \| 57 \| -- \| 1923 \| 37 \| 4 \| рецензия \| -- \| Заметки о еврейском театре \| Наш понедельник \| -- \| -- \| Подпись: Л. В. \| \| 58 \| -- \| 1923 \| 22 \| 3 \| рецензия \| -- \| Запоздалые отзывы (недоступная ссылка) \| Наш понедельник \| -- \| -- \| -- \| \| 59 \| -- \| 1923 \| 1018 \| 4 \| рецензия \| -- \| Золотая клетка (недоступная ссылка) \| Полесская правда \| -- \| -- \| -- \| \| 60 \| -- \| 1923 \| 37 \| 4 \| рецензия \| -- \| Изучение искусства за годы революции \| Наш понедельник \| -- \| -- \| Без подписи. Автор предположительно Л. С. Выготский \| \| 61 \| -- \| 1923 \| 28 \| 3 \| рецензия \| -- \| Какой счастливейший день вашей жизни, или Восклицательный знак! (недоступная ссылка) \| Наш понедельник \| -- \| -- \| -- \| \| 62 \| -- \| 1923 \| 1056 \| 3 \| рецензия \| -- \| Когда заговорит сердце (недоступная ссылка) \| Полесская правда \| -- \| -- \| -- \| \| 63 \| -- \| 1923 \| 1029 \| 3 \| рецензия \| -- \| Комедия двора (недоступная ссылка) \| Полесская правда \| -- \| -- \| -- \| \| 64 \| -- \| 1923 \| 1036 \| 3 \| рецензия \| -- \| Королева и женщина (недоступная ссылка) \| Полесская правда \| -- \| -- \| -- \| \| 65 \| -- \| 1923 \| 1025 \| 3 \| рецензия \| -- \| Королевский брадобрей (недоступная ссылка) \| Полесская правда \| -- \| -- \| -- \| \| 66 \| -- \| 1923 \| 38 \| 3 \| рецензия \| -- \| «Красный Факел» [ фрагмент (недоступная ссылка) ] \| Наш понедельник \| -- \| -- \| -- \| \| -- \| -- \| 1923 \| 38 \| 3 \| рецензия \| -- \| Гастроли труппы А. Я. Азагаровой (недоступная ссылка) \| Наш понедельник \| -- \| -- \| -- \| \| 67 \| -- \| 1923 \| 28 \| 3 \| рецензия \| -- \| Маленькие кусочки театра (недоступная ссылка) \| Наш понедельник \| -- \| -- \| -- \| \| 68 \| -- \| 1923 \| 27 \| 3 \| рецензия \| -- \| Мещане (недоступная ссылка) \| Наш понедельник \| -- \| -- \| -- \| \| 69 \| -- \| 1923 \| 21 \| 3 \| рецензия \| -- \| Недомерок (недоступная ссылка) \| Наш понедельник \| -- \| -- \| -- \| \| 70 \| -- \| 1923 \| 1058 \| 4 \| рецензия \| -- \| Нечаянная радость (недоступная ссылка) \| Полесская правда \| -- \| -- \| -- \| \| 71 \| -- \| 1923 \| 1075 \| 3 \| рецензия \| -- \| О белорусской литературе (недоступная ссылка) \| Полесская правда \| -- \| idem // Литературное обозрение. 1994. № 7-8. С. 10-13 \| Подпись: Л. В. \| \| 72 \| -- \| 1923 \| 1063 \| 3 \| рецензия \| -- \| О Демьяне Бедном — мужике вредном (недоступная ссылка) \| Полесская правда \| -- \| -- \| Подпись: Л. В. \| \| 73 \| -- \| 1923 \| 50 \| 3 \| рецензия \| -- \| О музее им. А. В. Луначарского (недоступная ссылка) \| Наш понедельник \| -- \| -- \| В библиографии Лифановой ошибочно указано: «Подпись: Выгодский» \| \| 74 \| -- \| 1923 \| 35 \| 3 \| рецензия \| -- \| О детском театре (недоступная ссылка) \| Наш понедельник \| -- \| -- \| Подпись: Л. В. \| \| 75 \| -- \| 1923 \| 37 \| 4 \| рецензия \| -- \| О летних гастролях \| Наш понедельник \| -- \| -- \| Без подписи. Автор предположительно Л. С. Выготский \| \| 76 \| -- \| 1923 \| 28 \| 3 \| рецензия \| -- \| Об авторе «не совсем рецензий» (недоступная ссылка) \| Наш понедельник \| -- \| -- \| -- \| \| 77 \| 1923 \| -- \| -- \| -- \| рукопись \| -- \| Об исследовании процессов понимания языка методом многократного перевода текста с одного языка на другой \| -- \| -- \| -- \| Семейный архив Л. С. Выготского. Гомель, 1923. 8 с. \| \| 78 \| -- \| 1923 \| 32 \| 4 \| рецензия \| -- \| «Первая ласточка» и «Дыбук» в постановке Рубина (недоступная ссылка) \| Наш понедельник \| -- \| -- \| -- \| \| 79 \| -- \| 1923 \| 1006 \| 3 \| рецензия \| -- \| Петр III и Екатерина II (недоступная ссылка) \| Полесская правда \| -- \| -- \| -- \| \| 80 \| -- \| 1923 \| 28 \| 3 \| рецензия \| -- \| Последний спектакль (недоступная ссылка) \| Наш понедельник \| -- \| -- \| -- \| \| 81 \| -- \| 1923 \| 1011 \| 4 \| рецензия \| -- \| Ревизор (недоступная ссылка) \| Полесская правда \| -- \| -- \| -- \| \| 82 \| -- \| 1923 \| 37 \| 4 \| рецензия \| -- \| Реформатор русского балета М. Фокин \| Наш понедельник \| -- \| -- \| Без подписи. Автор предположительно Л. С. Выготский \| \| 83 \| -- \| 1923 \| 1038 \| 4 \| рецензия \| -- \| Слесарь и канцлер (недоступная ссылка) \| Полесская правда \| -- \| -- \| -- \| \| 84 \| -- \| 1923 \| 1053 \| 3 \| рецензия \| -- \| Стакан воды (недоступная ссылка) \| Полесская правда \| -- \| -- \| -- \| \| 85 \| -- \| 1923 \| 37 \| 4 \| рецензия \| -- \| Театр и жизнь \| Наш понедельник \| -- \| -- \| Без подписи. Автор предположительно Л. С. Выготский \| \| 86 \| -- \| 1923 \| 48 \| 3 \| рецензия \| -- \| Харьковский балет (недоступная ссылка) \| Наш понедельник \| -- \| -- \| -- \| \| 87 \| -- \| 1923 \| 23 \| 3 \| рецензия \| -- \| Царевич Алексей (недоступная ссылка) \| Наш понедельник \| -- \| -- \| -- \| |                  |                   |                |      |                  |            | |                                                 |                                                        | |                                                                                                  |
| Исследовательская (и мемуарная) литература 1. Л. С. Выготский: Начало пути. Воспоминания С. Ф. Добкина о Льве Выготском. Ранние статьи Л. С. Выготского. Составитель и редактор И. М. Фейгенберг. Сер: Евреи в мировой культуре. Выпуск 27. Иерусалим Иерусалимский изд. центр, 1996 2. От Гомеля до Москвы. Начало творческого пути Льва Выготского. Из воспоминаний Семена Добкина. Ранние статьи Л. С. Выготского. Составитель и редактор И. М. Фейгенберг. Lewiston-Queenston-Lampeter: The Edwin Mellen Press, 2000. 3. Котик-Фридгут, Б. (2011). Зерна, которые прорастают: Обзор ранних журналистских работ Л. С. Выготского (1916—1923). PsyAnima, Dubna Psychological Journal \| Психологический журнал университета 'Дубна'- 4, 2011, 188—197 4. Мальцев, В. В. (2012). Театр 1920-х годов в оценке Л. С. Выготского. PsyAnima, Dubna Psychological Journal \| Психологический журнал университета 'Дубна'- 1, 2012, 145—153 5. Yasnitsky, A. (2012). «Vygotsky as an Art and Literary Scholar»: Maltsev, V.V. The Soviet theatre of 1920s in Vygotsky’s assessment; Kotik-Friedgut, B. The seeds that sprout: An overview of early journalistic essays of L.S. Vygotsky (1916—1923), and other papers. PsyAnima, Dubna Psychological Journal \| Психологический журнал университета 'Дубна'- 1, 2012, 154—155 6. Маркес П. (2012). Читательская критика Выготского. PsyAnima, Dubna Psychological Journal \| Психологический журнал университета 'Дубна'- 3, 2012, 98-106 7. Marques, Priscila Nascimento (2012). L. S. Vygotsky’s reader’s critique. PsyAnima, Dubna Psychological Journal \| Психологический журнал университета 'Дубна'- 3, 2012, 107—112 8. Завершнева Е. Ю. (2013). Прототип методики двойной стимуляции: первое экспериментальное исследование Л. С. Выготского (Гомель, 1923) // Вопросы психологии, 2013. № 3, С. 125—142 |                  |                   |                |      |                  |            | |                                                 |                                                        | |                                                                                                  |
| №-лифанова | Написано, год(ы) | Опубликовано, год | Том (выпуск) № | Стр. | Жанр             | Соавтор(ы) | Название                                                                                                 | Издание                                         | Издательство                                           | Переиздания | Примечание                                                                                       |
| -- | --               | 1919              | 1              | --   | статья           | --         | Театр и революция                                                                                        | Стихи и проза русской революции. Сборник первый | Киев: Книгоиздательский кооператив «Современная мысль» | -- | --                                                                                               |
| 13 | --               | 1920              | 613            | 1    | рецензия         | --         | Царь голый (недоступная ссылка)                                                                          | Жизнь искусства                                 | --                                                     | -- | Выпуск № 613—615. Подпись: Л. С. Выгодский                                                       |
| 14 | --               | 1922              | 3              | 4    | рецензия         | --         | Гастроли Е. В. Гельцер                                                                                   | Наш понедельник                                 | --                                                     | Выготский, Л. С. Ранние работы Л. С. Выготского: литературоведческие заметки и театральные рецензии в газете «Наш понедельник» (Гомель), 1922 г. // PsyAnima, Психологический журнал Международного университета природы, общества и человека "Дубна", 198—223, 4, 2011 | --                                                                                               |
| 15 | --               | 1922              | 7              | 3    | рецензия         | --         | Гастроли оперетты                                                                                        | Наш понедельник                                 | --                                                     | -- | --                                                                                               |
| 16 | --               | 1922              | 3              | 4    | рецензия         | --         | Гастроли Соловцовской труппы                                                                             | Наш понедельник                                 | --                                                     | -- | --                                                                                               |
| 17 | --               | 1922              | 7              | 3    | рецензия         | --         | Декабристы и их поэзия                                                                                   | Наш понедельник                                 | --                                                     | -- | --                                                                                               |
| 18 | --               | 1922              | 9              | 3    | рецензия         | --         | Дурак. Хамка                                                                                             | Наш понедельник                                 | --                                                     | -- | --                                                                                               |
| 19 | --               | 1922              | 11             | 3    | рецензия         | --         | Коварство и любовь. Соколы и вороны                                                                      | Наш понедельник                                 | --                                                     | -- | --                                                                                               |
| 20 | --               | 1922              | --             | --   | рукопись доклада | --         | О методах преподавания художественной литературы в школе II ступени                                      | --                                              | --                                                     | -- | Семейный арх. Л. С. Выготского. Тезисы докл. на губ. научно-метод. конф. 7 августа 1922 г. 17 c. |
| 21 | --               | 1922              | 6              | 4    | рецензия         | --         | Октябрь в поэзии                                                                                         | Наш понедельник                                 | --                                                     | -- | --                                                                                               |
| 22 | --               | 1922              | 14             | 3    | рецензия         | --         | Орленок. Ученик дьявола                                                                                  | Наш понедельник                                 | --                                                     | -- | --                                                                                               |
| 23 | --               | 1922              | 7              | 3    | рецензия         | --         | Открытие сезона                                                                                          | Наш понедельник                                 | --                                                     | -- | --                                                                                               |
| 24 | --               | 1922              | 4              | 4    | рецензия         | --         | Преступление и наказание. Золотая осень. На дне                                                          | Наш понедельник                                 | --                                                     | -- | --                                                                                               |
| 25 | --               | 1922              | 1              | 7    | статья           | --         | Редакционная статья                                                                                      | Вереск                                          | --                                                     | -- | --                                                                                               |
| 26 | --               | 1922              | 8              | 3    | рецензия         | --         | Ревизор. Флавия Тесини. Цена жизни. Певец своей печали. Овод                                             | Наш понедельник                                 | --                                                     | -- | --                                                                                               |
| 27 | --               | 1922              | 12             | 3    | рецензия         | --         | Уриэль Акоста. Гроза                                                                                     | Наш понедельник                                 | --                                                     | -- | --                                                                                               |
| 28 | --               | 1922              | 13             | 3    | рецензия         | --         | Хорошо сшитый фрак                                                                                       | Наш понедельник                                 | --                                                     | -- | --                                                                                               |
| 29 | --               | 1922              | 10             | 3    | рецензия         | --         | Чёрная пантера. Волчьи души                                                                              | Наш понедельник                                 | --                                                     | -- | --                                                                                               |
| 30 | --               | 1923              | 44             | 3    | рецензия         | --         | Академические гастроли (недоступная ссылка) [I]                                                          | Наш понедельник                                 | --                                                     | -- | В библиографии Лифановой указаны такие три номера издания: № 44, 45, 46                          |
| 30 | --               | 1923              | 45             | 3    | рецензия         | --         | Академические гастроли (недоступная ссылка) [II]                                                         | Наш понедельник                                 | --                                                     | -- | В библиографии Лифановой указаны такие три номера издания: № 44, 45, 46                          |
| 30 | --               | 1923              | 46             | 3    | рецензия         | --         | Академические гастроли (недоступная ссылка) [III]                                                        | Наш понедельник                                 | --                                                     | -- | В библиографии Лифановой указаны такие три номера издания: № 44, 45, 46                          |
| 31 | --               | 1923              | 28             | 3    | рецензия         | --         | Без руля и без ветрил (недоступная ссылка)                                                               | Наш понедельник                                 | --                                                     | -- | --                                                                                               |
| 32 | --               | 1923              | 40             | 4    | рецензия         | --         | Белорусский театр (К гастролям в Гомеле)                                                                 | Наш понедельник                                 | --                                                     | -- | Без подписи. Автор предположительно Л. С. Выготский                                              |
| 33 | --               | 1923              | 39             | 3    | рецензия         | --         | Беседа с руководством «Красного Факела» (недоступная ссылка)                                             | Наш понедельник                                 | --                                                     | -- | --                                                                                               |
| 34 | --               | 1923              | 1057           | 4    | рецензия         | --         | Благодать (недоступная ссылка)                                                                           | Полесская правда                                | --                                                     | -- | --                                                                                               |
| 35 | --               | 1923              | 1069           | 3    | рецензия         | --         | Большой народный писатель. К юбилею Серафимовича (недоступная ссылка)                                    | Полесская правда                                | --                                                     | -- | Подпись: Л. В.                                                                                   |
| 36 | --               | 1923              | 28             | 3    | рецензия         | --         | В бабушкиной библиотеке (недоступная ссылка)                                                             | Наш понедельник                                 | --                                                     | -- | --                                                                                               |
| 37 | --               | 1923              | 49             | 3    | рецензия         | --         | В антракте между гастролями                                                                              | Наш понедельник                                 | --                                                     | -- | --                                                                                               |
| 38 | --               | 1923              | 1008           | 3    | рецензия         | --         | Ведьма (недоступная ссылка)                                                                              | Полесская правда                                | --                                                     | -- | --                                                                                               |
| 39 | --               | 1923              | 1014           | 3    | рецензия         | --         | Вечерняя заря (недоступная ссылка)                                                                       | Полесская правда                                | --                                                     | -- | --                                                                                               |
| 40 | --               | 1923              | 1010           | 3    | рецензия         | --         | Власть тьмы (недоступная ссылка)                                                                         | Полесская правда                                | --                                                     | -- | В библиографии Лифановой ошибочно указан номер 1110                                              |
| 41 | --               | 1923              | 42             | 3    | рецензия         | --         | Гастроли Белорусского театра (недоступная ссылка)                                                        | Наш понедельник                                 | --                                                     | -- | --                                                                                               |
| 42 | --               | 1923              | 51             | 3    | рецензия         | --         | Гастроли второй студии МХАТ (недоступная ссылка)                                                         | Наш понедельник                                 | --                                                     | -- | В библиографии Лифановой под номером 42 указаны выпуски издания № 51, 52                         |
| 42 | --               | 1923              | 52             | 3    | рецензия         | --         | Гастроли второй студии МХТ (недоступная ссылка)                                                          | Наш понедельник                                 | --                                                     | -- | В библиографии Лифановой под номером 42 указаны выпуски издания № 51, 52                         |
| 43 | --               | 1923              | 40             | 3    | рецензия         | --         | Гастроли «Красного Факела». Зеленое кольцо. Младость. Монна Ванна (недоступная ссылка)                   | Наш понедельник                                 | --                                                     | -- | --                                                                                               |
| 44 | --               | 1923              | 33             | 33   | рецензия         | --         | Гастроли «Красного Факела». Сверчок на печи. Собака на сене. Океан. Победа смерти                        | Наш понедельник                                 | --                                                     | -- | В библиографии Лифановой стр. 33 указана, по всей видимости, ошибочно                            |
| 45 | --               | 1923              | 41             | 3    | рецензия         | --         | Гастроли «Красного Факела». Шут на троне. Игра интересов (недоступная ссылка)                            | Наш понедельник                                 | --                                                     | -- | --                                                                                               |
| 46 | --               | 1923              | 1072           | 3    | рецензия         | --         | Гастроли Максимова                                                                                       | Полесская правда                                | --                                                     | -- | Подпись: Выгодский Л. С.                                                                         |
| 47 | --               | 1923              | 37             | 3    | рецензия         | --         | Гастроли труппы Азагаровой (недоступная ссылка)                                                          | Наш понедельник                                 | --                                                     | -- | В библиографии Лифановой указаны выпуски издания № 37, 38                                        |
| 48 | --               | 1923              | 46             | 3    | рецензия         | --         | Гастроли Утесова и Фореггера (недоступная ссылка)                                                        | Наш понедельник                                 | --                                                     | -- | В библиографии Лифановой указаны выпуски издания № 46, 47                                        |
| 49 | --               | 1923              | 21             | 3    | рецензия         | --         | Две сиротки (недоступная ссылка)                                                                         | Наш понедельник                                 | --                                                     | -- | --                                                                                               |
| 50 | --               | 1923              | 1081           | 3    | рецензия         | --         | Десять дней, которые потрясли мир (недоступная ссылка)                                                   | Полесская правда                                | --                                                     | -- | --                                                                                               |
| 51 | --               | 1923              | 1009           | 3    | рецензия         | --         | Джентльмен (недоступная ссылка)                                                                          | Полесская правда                                | --                                                     | -- | --                                                                                               |
| 52 | --               | 1923              | 22             | 3    | рецензия         | --         | Дети солнца (недоступная ссылка)                                                                         | Наш понедельник                                 | --                                                     | -- | --                                                                                               |
| 53 | --               | 1923              | 34             | 3    | рецензия         | --         | Еврейский театр. Бар Кохба. Дер ешива бохер (недоступная ссылка)                                         | Наш понедельник                                 | --                                                     | -- | --                                                                                               |
| 54 | --               | 1923              | 36             | 3    | рецензия         | --         | Еврейский театр. Бенефис С. И. Эйдельман (недоступная ссылка)                                            | Наш понедельник                                 | --                                                     | -- | --                                                                                               |
| 55 | --               | 1923              | 33             | 3    | рецензия         | --         | Еврейский театр. Колдунья. Дос ферблонзеле шейфеле                                                       | Наш понедельник                                 | --                                                     | -- | Подпись: Выготский Л. С. В библиографии Лифановой ошибочно указано: «Подпись: Выгодский Л. С.»   |
| 56 | --               | 1923              | 30             | 3    | рецензия         | --         | Еврейский театр. Сильва. А менш зол мен зайн (недоступная ссылка)                                        | Наш понедельник                                 | --                                                     | -- | --                                                                                               |
| 57 | --               | 1923              | 37             | 4    | рецензия         | --         | Заметки о еврейском театре                                                                               | Наш понедельник                                 | --                                                     | -- | Подпись: Л. В.                                                                                   |
| 58 | --               | 1923              | 22             | 3    | рецензия         | --         | Запоздалые отзывы (недоступная ссылка)                                                                   | Наш понедельник                                 | --                                                     | -- | --                                                                                               |
| 59 | --               | 1923              | 1018           | 4    | рецензия         | --         | Золотая клетка (недоступная ссылка)                                                                      | Полесская правда                                | --                                                     | -- | --                                                                                               |
| 60 | --               | 1923              | 37             | 4    | рецензия         | --         | Изучение искусства за годы революции                                                                     | Наш понедельник                                 | --                                                     | -- | Без подписи. Автор предположительно Л. С. Выготский                                              |
| 61 | --               | 1923              | 28             | 3    | рецензия         | --         | Какой счастливейший день вашей жизни, или Восклицательный знак! (недоступная ссылка)                     | Наш понедельник                                 | --                                                     | -- | --                                                                                               |
| 62 | --               | 1923              | 1056           | 3    | рецензия         | --         | Когда заговорит сердце (недоступная ссылка)                                                              | Полесская правда                                | --                                                     | -- | --                                                                                               |
| 63 | --               | 1923              | 1029           | 3    | рецензия         | --         | Комедия двора (недоступная ссылка)                                                                       | Полесская правда                                | --                                                     | -- | --                                                                                               |
| 64 | --               | 1923              | 1036           | 3    | рецензия         | --         | Королева и женщина (недоступная ссылка)                                                                  | Полесская правда                                | --                                                     | -- | --                                                                                               |
| 65 | --               | 1923              | 1025           | 3    | рецензия         | --         | Королевский брадобрей (недоступная ссылка)                                                               | Полесская правда                                | --                                                     | -- | --                                                                                               |
| 66 | --               | 1923              | 38             | 3    | рецензия         | --         | «Красный Факел» [ фрагмент (недоступная ссылка) ]                                                        | Наш понедельник                                 | --                                                     | -- | --                                                                                               |
| -- | --               | 1923              | 38             | 3    | рецензия         | --         | Гастроли труппы А. Я. Азагаровой (недоступная ссылка)                                                    | Наш понедельник                                 | --                                                     | -- | --                                                                                               |
| 67 | --               | 1923              | 28             | 3    | рецензия         | --         | Маленькие кусочки театра (недоступная ссылка)                                                            | Наш понедельник                                 | --                                                     | -- | --                                                                                               |
| 68 | --               | 1923              | 27             | 3    | рецензия         | --         | Мещане (недоступная ссылка)                                                                              | Наш понедельник                                 | --                                                     | -- | --                                                                                               |
| 69 | --               | 1923              | 21             | 3    | рецензия         | --         | Недомерок (недоступная ссылка)                                                                           | Наш понедельник                                 | --                                                     | -- | --                                                                                               |
| 70 | --               | 1923              | 1058           | 4    | рецензия         | --         | Нечаянная радость (недоступная ссылка)                                                                   | Полесская правда                                | --                                                     | -- | --                                                                                               |
| 71 | --               | 1923              | 1075           | 3    | рецензия         | --         | О белорусской литературе (недоступная ссылка)                                                            | Полесская правда                                | --                                                     | idem // Литературное обозрение. 1994. № 7-8. С. 10-13 | Подпись: Л. В.                                                                                   |
| 72 | --               | 1923              | 1063           | 3    | рецензия         | --         | О Демьяне Бедном — мужике вредном (недоступная ссылка)                                                   | Полесская правда                                | --                                                     | -- | Подпись: Л. В.                                                                                   |
| 73 | --               | 1923              | 50             | 3    | рецензия         | --         | О музее им. А. В. Луначарского (недоступная ссылка)                                                      | Наш понедельник                                 | --                                                     | -- | В библиографии Лифановой ошибочно указано: «Подпись: Выгодский»                                  |
| 74 | --               | 1923              | 35             | 3    | рецензия         | --         | О детском театре (недоступная ссылка)                                                                    | Наш понедельник                                 | --                                                     | -- | Подпись: Л. В.                                                                                   |
| 75 | --               | 1923              | 37             | 4    | рецензия         | --         | О летних гастролях                                                                                       | Наш понедельник                                 | --                                                     | -- | Без подписи. Автор предположительно Л. С. Выготский                                              |
| 76 | --               | 1923              | 28             | 3    | рецензия         | --         | Об авторе «не совсем рецензий» (недоступная ссылка)                                                      | Наш понедельник                                 | --                                                     | -- | --                                                                                               |
| 77 | 1923             | --                | --             | --   | рукопись         | --         | Об исследовании процессов понимания языка методом многократного перевода текста с одного языка на другой | --                                              | --                                                     | -- | Семейный архив Л. С. Выготского. Гомель, 1923. 8 с.                                              |
| 78 | --               | 1923              | 32             | 4    | рецензия         | --         | «Первая ласточка» и «Дыбук» в постановке Рубина (недоступная ссылка)                                     | Наш понедельник                                 | --                                                     | -- | --                                                                                               |
| 79 | --               | 1923              | 1006           | 3    | рецензия         | --         | Петр III и Екатерина II (недоступная ссылка)                                                             | Полесская правда                                | --                                                     | -- | --                                                                                               |
| 80 | --               | 1923              | 28             | 3    | рецензия         | --         | Последний спектакль (недоступная ссылка)                                                                 | Наш понедельник                                 | --                                                     | -- | --                                                                                               |
| 81 | --               | 1923              | 1011           | 4    | рецензия         | --         | Ревизор (недоступная ссылка)                                                                             | Полесская правда                                | --                                                     | -- | --                                                                                               |
| 82 | --               | 1923              | 37             | 4    | рецензия         | --         | Реформатор русского балета М. Фокин                                                                      | Наш понедельник                                 | --                                                     | -- | Без подписи. Автор предположительно Л. С. Выготский                                              |
| 83 | --               | 1923              | 1038           | 4    | рецензия         | --         | Слесарь и канцлер (недоступная ссылка)                                                                   | Полесская правда                                | --                                                     | -- | --                                                                                               |
| 84 | --               | 1923              | 1053           | 3    | рецензия         | --         | Стакан воды (недоступная ссылка)                                                                         | Полесская правда                                | --                                                     | -- | --                                                                                               |
| 85 | --               | 1923              | 37             | 4    | рецензия         | --         | Театр и жизнь                                                                                            | Наш понедельник                                 | --                                                     | -- | Без подписи. Автор предположительно Л. С. Выготский                                              |
| 86 | --               | 1923              | 48             | 3    | рецензия         | --         | Харьковский балет (недоступная ссылка)                                                                   | Наш понедельник                                 | --                                                     | -- | --                                                                                               |
| 87 | --               | 1923              | 23             | 3    | рецензия         | --         | Царевич Алексей (недоступная ссылка)                                                                     | Наш понедельник                                 | --                                                     | -- | --                                                                                               |

## Публикации московского периода 1924—1934 гг

### Публикации «реактологического» периода (1924—1926)
| 1924 год 88. Вопросы воспитания слепых, глухонемых и умственно отсталых детей / Под ред. Л. С. Выготского. М.: Изд-во СПОН НКП, 1924. 157 с. 89. Методика рефлексологического и психологического исследования // Проблемы современной психологии. Л.: ГИЗ, 1926. Т. 2. С. 26-46. Докл. на Всерос. съезде по психоневрологии. 6 января 1924 г.; То же // Собр. соч.:В 6 т. М.: Педагогика, 1982. Т. 1. С. 43-62. 90. К психологии и педагогике детской дефективности // Вопросы воспитания слепых, глухонемых и умственно отсталых детей. М.: Изд-во СПОН НКП, 1924. С. 5-30; То же // Дефектология. 1974. № 3. С. 70-76; То же // Хрестоматия по возрастной и педагогической психологии. М.: Изд-во МГУ, 1980. С. 24-35. Фрагмент; То же // Собр. соч.: В 6 т. М.: Педагогика, 1983. Т. 5. С. 62-84; То же // Выготский Л. С. Проблемы дефектологии. М.: Просвещение, 1995. С. 19-40. 91. Предисловие // Вопросы воспитания слепых, глухонемых и умственно отсталых детей. М.: Изд-во СПОН НКП, 1924. С. 3-4. 92. Предисловие // Лазурский А. Ф. Психология общая и экспериментальная. Л.: ГИЗ, 1925. С. 5-23; То же // Собр. соч.: В 6 т. М.: Педагогика, 1982. Т. 1. С. 63-77. 93. Принципы воспитания физически дефективных детей // Народное просвещение. 1925. № 1. С. 112—120. Докл. на II съезде СПОН. Декабрь 1924 г.; То же. 2-е изд., доп. // Пути воспитания физически дефективного ребенка. М.: Изд-во СПОН НКП, 1926. С. 7-22;То же // Собр. соч.: В 6 т. М.: Педагогика, 1983. Т. 5. С. 49-62; То же // Выготский Л. С. Проблемы дефектологии. М.: Просвещение, 1995. С. 41-53; То же // Дети с нарушением развития: Хрестоматия. М.: Междунар. пед. акад., 1995. С. 13-28. 1925 год 94. О вспомогательной школе: Рецензия на кн.: Граборов А. Н. Вспомогательная школа. Л.: ГИЗ, 1925 // Нар. просвещение. 1925. № 9. С. 170—171. 95. Опытная проверка новых методов обучения глухонемых детей речи // Собр. соч.: В 6 т. М.: Педагогика, 1983. Т. 5. С. 322—325; То же // Выготский Л. С. Проблемы дефектологии. М.: Просвещение, 1995. С. 54-57. 96. Предисловие // Фрейд З. По ту сторону принципа удовольствия. М.: Современные проблемы, 1925. С. 3-16. Совместно с А. Р. Лурия; То же // Фрейд З. Психология бессознательного. М.: Просвещение, 1990. С. 29-36. 97. Принципы социального воспитания глухонемых детей // Собр. соч.:В 6 т. Т. 5. М.: Педагогика, 1983. С. 101—114; То же // Выготский Л. С. Проблемы дефектологии. М.: Просвещение, 1995. С. 58-70. 98. Психология искусства. М.: Искусство, 1965. 379 с.; То же. 2-е изд., испр. и доп. М.: Искусство, 1968. 576 с.;То же. 3-е изд. М.: Искусство, 1986. 572 с.; То же. М.: Педагогика, 1987. 344 с. 99. Сознание как проблема психологии поведения // Психология и марксизм. М.; Л.: ГИЗ, 1925. Т. 1. С. 175—198; То же // Собр. соч.: В 6 т. М.: Педагогика, 1982. Т. 1. С. 78-98. 1926 год 100. Графика А. Быховского. М.: Современная Россия, 1926. 22 с. Текст. С. 5-8. 101. Методы преподавания психологии. Программа курса // Гос. арх. Моск. обл. Ф. 948. Оп. 1. Д. 613. С. 25. 102. О влиянии речевого ритма на дыхание // Проблемы современной психологии. Л.: ГИЗ, 1926. Т. 2. С. 169—173. 103. Педагогическая психология. М.: Работник просвещения, 1926. 348 с. То же // Выготский Л. С. Педагогическая психология. М.: Педагогика, 1991. С. 33-37; То же // Хрестоматия по возрастной и педагогической психологии. М.: Изд-во МГУ, 1980. С. 49-53. Фрагмент. Ненормальное поведение // Выготский Л. С. Проблемы дефектологии. М.: Просвещение, 1995. Гл. XV. С. 71-81; То же // Хрестоматия по педагогической психологии. М.: Междунар. пед. акад., 1995. Гл. XIX. Психология и учитель. С. 253—258. 104. По поводу статьи К. Коффки о самонаблюдении // Проблемы современной психологии. Л.: ГИЗ, 1926. С. 176—178; То же. М.: Изд-во МГУ, 1972. 8 с.; То же // Собр. соч.: В 6 т. М.: Педагогика, 1982. Т. 1. С. 98-102. 105. Предисловие // Торндайк Э. Принципы обучения, основанные на психологии. М.: Работник просвещения, 1926. С. 5-23; То же. 2-е изд. М.: Работник просвещения, 1929. С. 5-24; То же. 3-е изд. М.: Работник просвещения, 1930. С. 5-24; То же // Собр. соч.:В 6 т. М.: Педагогика, 1982. Т. 1. С. 176—195. 106. Предисловие // Шульце Р. Практика экспериментальной психологии, педагогики и психотехники. М.: Вопросы труда, 1926. С. 3-5. Совм. с А. Р. Лурия. 107. Проблема доминантных реакций // Проблемы современной психологии. Л.: ГИЗ, 1926. Т. 2. С. 100—123. 108. Рец. на кн.: Отто Рюле. Психика пролетарского ребенка. М.; Л.: ГИЗ, 1926 // Семейный арх. Л. С. Выготского. 1926. 3 с. Рукопись. |

### Публикации «инструментального» (1927—1929) и переходного периода (1930—1931)
| 1927 год 109. Биогенетический закон в психологии и педагогике // БСЭ. М., 1927. Т.6. С. 257—279. 110. Дефект и сверхкомпенсация // Умственная отсталость, слепота и глухонемота. М.: Долой неграмотность (1927?). С. 51-76; То же // Собр. соч.:В 6 т. М.: Педагогика, 1983. Т. 5. С. 34-49. Под назв.: Дефект и компенсация; То же // Выготский Л. С. Проблемы дефектологии. М.: Просвещение, 1995. С. 82-97. 111. Исторический смысл психологического кризиса // Собр. соч.: В 6 т. М.: Педагогика, 1982. Т. 1. С. 291—436;То же // История советской психологии труда. М.: Изд-во МГУ, 1983. С. 58-61. Фрагменты; То же // Фрейд Зигмунд, психоанализ и русская мысль. М.: Республика, 1994. С. 256—268. Фрагмент. 112. Практикум по экспериментальной психологии. М.; Л.: ГИЗ, 1927. 231 с. Совм. с В. А. Артемовым,Н. А. Бернштейном, Н. Ф. Добрыниным, А. Р. Лурия. 113. Психологическая хрестоматия. М.; Л.: ГИЗ, 1927. 432 с. Совм. сВ. А. Артемовым, Н. Ф. Добрыниным, А. Р. Лурия. 114. Рец. на кн.: Басов М. Я. Методика психологических наблюдений за детьми. М.; Л.: ГИЗ, 1926 // Нар. учитель. 1927. № 1. С. 152. 115. Современная психология и искусство // Сов. искусство. 1927. № 8. С. 5-8; 1928. № 1. С. 5-7. 1928 год 116. Аномалии культурного развития ребенка // Вопросы дефектологии. 1929 (на обл. 1930). № 2 (8). С. 106—107. Краткое содерж. докл. на засед. Отдела дефектологии Ин-та научн. педагогики при 2-м МГУ. 28 апреля 1928 г.; То же // Собр. соч.: В 6 т. М.: Педагогика, 1983. Т. 5. С. 326—327; То же // Выготский Л. С. Проблемы дефектологии. М.: Просвещение, 1995. С. 98. 117. Бихевиоризм // БМЭ. М., 1928. Т. 3. Стб. 483—486. 118. Больные дети // Педагогическая энциклопедия. М., 1928. Т. 2. Стб. 396—397; То же // Собр. соч.: В 6 т. М.: Педагогика, 1983. Т. 5. С. 185—186; То же // Выготский Л. С. Проблемы дефектологии. М.: Просвещение, 1995. С. 119. 119. Волюнтаризм // БМЭ. М., 1928. Т. 5. Стб. 588—589. 120. Воля и её расстройства // БМЭ. М., 1928. Т. 5. Стб. 590—600. 121. Воспитание слепоглухонемых детей // Педагогическая энциклопедия. М., 1928. Т. 2. Стб. 395—396; То же // Собр. соч.: В 6 т. М.: Педагогика, 1983. Т. 5. С. 185. Под назв.: Воспитание слепоглухонемого ребенка; То же // Выготский Л. С. Проблемы дефектологии. М.: Просвещение, 1995. С. 118—119. 122. Выступление на конференции по вопросам методики преподавания в педагогическом техникуме. 10 апреля 1928 г. // Гос. арх. Моск. обл. Ф. 948. Оп. 1. Д. 775. С. 13-15. 123. Генезис культурных форм поведения // Семейный арх. Л. С. Выготского, 1928. 28 с. Стеногр. лекции 7 декабря 1928 г. 124. Дефект и компенсация // Педагогическая энциклопедия. М., 1928. Т. 2. Стб. 391—392; То же // Собр. соч.: В 6 т. М.: Педагогика, 1983. Т. 5. С. 181—182; То же // Выготский Л. С. Проблемы дефектологии. М.: Просвещение, 1995. С. 115. 125. Инструментальный метод в педологии // Основные проблемы педологии в СССР. М., 1928. С. 158159. 126. Итоги съезда // Народное просвещение. 1928. № 2. С. 56-57; То же // Собр. соч.: В 6 т. М.: Педагогика, 1983. Т. 5. С. 327—328; То же // Выготский Л. С. Проблемы дефектологии. М.: Просвещение, 1995. С. 99-100. Фрагмент. 127. Калеки // Педагогическая энциклопедия. М., 1928. Т. 2. Стб. 396; То же // Собр. соч.: В 6 т. М.: Педагогика, 1983. Т. 5. С. 185; То же // Выготский Л. С. Проблемы дефектологии. М.: Просвещение, 1995. С. 119. 128. К вопросу о динамике детского характера // Педология и воспитание. М.: Работник просвещения, 1928. С. 99-119; То же // Собр. соч.: В 6 т. М.: Педагогика, 1983. Т. 5. С. 153—165; То же // Выготский Л. С. Проблемы дефектологии. М.: Просвещение, 1995. С. 101—112. 129. К вопросу о длительности детства умственно отсталого ребенка // Вопросы дефектологии. 1929 (на обл. 1930). № 2 (8). С. 111. Кратк. содерж. докл. на засед. Отдела дефектологии Ин-та научн. педагогики при 2-м МГУ. 18 декабря 1928 г.; То же // Собр. соч.: В 6 т. М.: Педагогика, 1983. Т. 5. С. 328—329; То же // Выготский Л. С. Проблемы дефектологии. М.: Просвещение, 1995. С. 113. 130. К вопросу о многоязычии в детском возрасте // Выготский Л. С. Умственное развитие детей в процессе обучения. М.; Л.: Учпедгиз, 1935. С. 53-72; То же // Хрестоматия по возрастной и педагогической психологии. М.: Изд-во МГУ, 1980. С. 67-72. Фрагмент; То же // Собр. соч.: В 6 т. М.: Педагогика, 1983. Т. 3. С. 329—337. Сокращ. 131. Лекции по психологии развития // Семейный архив Л. С. Выготского. 1928. 54 с. Стеногр. лекций в Академии Коммунистического воспитания; Содерж.: Развитие поведения. Структура и функции культурных операций ребенка и др. 132. Методы изучения умственно отсталого ребенка // Собр. соч.: В 6 т. М.: Педагогика, 1983. Т. 5. С. 325—326. Тезисы докл. на 1 Всерос. конф. работников вспомогательных школ; То же // Выготский Л. С. Проблемы дефектологии. М.: Просвещение, 1995. С. 114. 133. На перекрестках советской и зарубежной педагогики // Вопросы дефектологии. 1928. № 1. С. 18-26. 134. Памяти В. М. Бехтерева // Народное просвещение. 1928. № 2. С. 68-70. 135. Педология школьного возраста. М.: Изд-во БЗО при педфаке 2-го МГУ, 1928. 218 с. Задания № 1-8. 136. Проблема культурного развития ребенка // Педология. 1928. № 1. С. 58-77; То же // Вестн. МГУ. Сер. 14. Психология. 1991. № 4. С. 5-19. 137. Психологическая наука в СССР // Общественные науки в СССР (1917—1927 гг.). М.: Работник просвещения, 1928. С. 25-46. 138. Психологические основы воспитания и обучения глухонемого ребенка // Педагогическая энциклопедия. М., 1928. Т. 2. Стб. 395; То же // Собр. соч.:В 6 т. М.: Педагогика, 1983. Т. 5. С. 184—185; То же // Выготский Л. С. Проблемы дефектологии. М.: Просвещение, 1995. С. 118. 139. Психологические основы воспитания и обучения слепого ребенка // Педагогическая энциклопедия. М., 1928. Т. 2. Стб. 394—395; То же // Собр. соч.: В 6 т. М.: Педагогика, 1983. Т. 5. С. 183—184; То же // Выготский Л. С. Проблемы дефектологии. М.: Просвещение, 1995. С. 177—118. 140. Психофизиологическая основа воспитания ребенка с дефектом // Педагогическая энциклопедия. М., 1928. Т. 2. Стб. 392—393; То же // Собр. соч.:В 6 т. М.: Педагогика, 1983. Т. 5. С. 182; То же // Выготский Л. С. Проблемы дефектологии. М.: Просвещение, 1995. С. 116. 141. Развитие трудного ребенка и его изучение // Основные проблемы педологии в СССР. М., 1928. С. 132—136;То же // Собр. соч.: В 6 т. М.: Педагогика, 1983. Т. 5. С. 175—180; То же // Выготский Л. С. Проблемы дефектологии. М.: Просвещение, 1995. С.121-125. 142. Ребенок с дефектом и нормальный // Педагогическая энциклопедия. М., 1928. Т. 2. Стб. 398; То же // Собр. соч.: В 6 т. М.: Педагогика, 1983. Т. 5. С. 186—187; То же // Выготский Л. С. Проблемы дефектологии. М.: Просвещение, 1995. С. 120. 143. Социально-психологическая основа воспитания ребенка с дефектом // Педагогическая энциклопедия. М., 1928. Т. 2. Стб. 393—394; То же // Собр. соч.: В 6 т. М.: Педагогика, 1983. Т. 5. С. 182—183; То же // Выготский Л. С. Проблемы дефектологии. М.: Просвещение, 1995. С. 116—117. 144. Три основных типа дефекта // Педагогическая энциклопедия. М., 1928. Т. 2. Стб. 392; То же // Собр. соч.:В 6 т. М.: Педагогика, 1983. Т. 5. С. 181—182; То же // Выготский Л. С. Проблемы дефектологии. М.: Просвещение, 1995. С. 115—116. 145. Трудное детство // Собр. соч.:В 6 т. М.: Педагогика, 1983. Т. 5. С. 137—149; То же // Выготский Л. С. Проблемы дефектологии. М.: Просвещение, 1995. С. 126—138. 146. Умственно отсталые дети // Педагогическая энциклопедия. М., 1928. Т. 2. Стб. 397—398; То же // Собр. соч.: В 6 т. М.: Педагогика, 1983. Т. 5. С. 186; То же // Выготский Л. С. Проблемы дефектологии. М.: Просвещение, 1995. С. 119—120. 1929 год 147. Выступления по докладам (об аномальном детстве) // Вопросы дефектологии. 1929 (на обл. 1930). № 2 (8). С. 108—112; То же // Собр. соч.: В 6 т. М.: Педагогика, 1983. Т. 5. С. 331—332. Сокращ. 148. Генетические корни мышления и речи // Естествознание и марксизм. 1929. № 1. С. 106—133. 149. Гениальность // БМЭ. М., 1929. Т. 6. Стб. 612—613. 150. К вопросу о плане научно-исследовательской работы по педологии национальных меньшинств // Педология. 1929. № 3. С. 367—377. 151. К вопросу об интеллекте антропоидов в связи с работами В. Келера //Естествознание и марксизм. 1929. № 2. С. 131—153. 152. Конкретная психология человека // Вестн. МГУ. Сер. 14. Психология. 1986. № 1. С. 52-63. 153. О некоторых методологических вопросах // Научн. арх. АПН СССР. Ф. 4. Оп. 1. Ед. хр. 103. С. 51-52, 73-74. Тезисы докл. в Ин-те научн. педагогики при 2-м МГУ. 1929 г. 154. Основные положения плана педологической исследовательской работы в области трудного детства // Педология. 1929. № 3. С. 333—342; То же // Собр. соч.: В 6 т. М.: Педагогика, 1983. Т. 5. С. 188—195; То же // Выготский Л. С. Проблемы дефектологии. М.: Просвещение, 1995. С.139-146. 155. Основные проблемы современной дефектологии // Труды 2-го МГУ. 1929. Т. 1. С. 77-106. Докл. на дефектол. секции Ин-та научн. педагогики при 2-м МГУ; То же // Собр. соч.: В 6 т. М.: Педагогика, 1983. Т. 5. С. 6-33;То же // Выготский Л. С. Проблемы дефектологии. М.: Просвещение, 1995. С.147-173. 156. Очерк (история) культурного развития нормального и ненормального ребенка // Семейный арх. Л. С. Выготского. 1929—1930 гг. Рукопись; Предыстория письменной речи // Выготский Л. С. Умственное развитие детей в процессе обучения. М.; Л.: Учпедгиз, 1935. С. 73-95 (VII глава рукописи); То же // Хрестоматия по возрастной и педагогической психологии. М.: Изд-во МГУ, 1980. С. 72-81; Развитие личности и мировоззрения ребенка // Психология личности. Тексты. М.: Изд-во МГУ, 1982. С. 161—165 (XVI глава рукописи). 157. Педология подростка. М.: Изд-во БЗО при педфаке 2-го МГУ, 1929. 172 с. Задания № 1-4, 5-8. На правах рукописи; Содерж.: Введение. Половое созревание. 158. Предмет и методы современной психологии / Под ред. Л. С. Выготского. М.: Изд-во БЗО при педфаке 2-го МГУ, 1929. 191 с. 159. Проблема культурного возраста // Семейный арх. Л. С. Выготского. 1929. 18 с. Стеногр. лекции. 15 февраля 1929 г. 160. Развитие активного вниманияв детском возрасте // Вопросы марксистской педагогики. Тр. Акад. Коммун. воспит. М., 1929. Вып. 1. С. 112—142; То же. Под загл.: Развитие высших форм внимания в детском возрасте // Выготский Л. С. Избр. психол. исслед. М.: Изд-во АПН РСФСР, 1956. С. 389—426; То же // Хрестоматия по вниманию. М.: Изд-во МГУ, 1976. С. 184—219. 161. Рец. на кн.: Дмитриева Н., Ольденбург Н., Перекрестова Л. Школьная драматическая работа на основе исследования детского творчества. М.; Л.: ГИЗ, 1928 // Искусство в школе. 1929. № 8. С. 29-31. 162. Рец. на кн.: Кашкаров Д. Н. Современные успехи зоопсихологии. М.: ГИЗ, 1928 // Естествознание и марксизм. 1929. № 3. С. 185—192. 163. Рец. на кн.: Cl. und W. Stern. Die Kindersprache. Leipzig, 1928 // Естествознание и марксизм. 1929. № 3. С. 185—192. 164. Рец. на кн.: Ривес С. М. О мерах педагогического воздействия. М.: Работник просвещения, 1929 // Педология. 1929. № 4. С. 645—646. 165. Структура интересов в переходном возрасте и интересы рабочего подростка // Вопросы педологии рабочего подростка. М.: Изд-во Ин-та повыш. квалиф. педаг., 1929. Вып. 4. С. 25-68. 1930 год 166. Бекингем Б. Р. Исследование педагогического процесса для учителей / Под ред. Л. С. Выготского, А. А. Нусенбаума. М.: Работник просвещения, 1930. 341 с. 167. Биологическая основа аффекта // Хочу все знать. 1930. № 15-16. С. 480—481. 168. Бюлер К. Очерк духовного развития ребенка / Под ред. Л. С. Выготского. М.: Работник просвещения, 1930. 222 с. 169. Введение к материалам, собранным сотрудниками Ин-та научн. педагогики. 13 апреля 1930 г. // Научн. арх. АПН СССР. Ф. 4. Оп. 1. Ед. хр. 103. С. 81-82а. 170. Возможно ли симулировать выдающуюся память? // Хочу все знать. 1930. № 24. С. 700—703. 171. Воображение и творчество в детском возрасте (психологический очерк). М.; Л.: ГИЗ, 1930. 80 с. На обл. название: Воображение и творчествов школьном возрасте; То же. 2-е изд. М.: Просвещение, 1967. 93 с.; То же. 3-е изд. М.: Просвещение, 1991. 93 с. 172. Вопросы дефектологии / Под ред. Л. С. Выготского, Д. И. Азбукина,Л. В. Занкова. М., 1930. № 6. 157 с. 173. Вступительная статья // Бюлер К. Очерк духовного развития ребенка. М.: Работник просвещения, 1930. С. 5-26; То же // Собр. соч.:В 6 т. М.: Педагогика, 1982. Т. 1. С. 196—209; То же // Возрастная педагогическая психология (тексты). М.: Изд-во МГУ, 1992. С. 18-31. 174. Выдающаяся память // Хочу все знать. 1930. № 19. С. 552—554. 175. Извращения в рецензии // Семейный арх. Л. С. Выготского. 1930. 3 с. Рукопись. 176. Инструментальный метод в психологии // Выготский Л. С. Развитие высших психических функций. М.: Изд-во АПН РСФСР, 1960. С. 224—234; То же // Собр. соч.: В 6 т. М.: Педагогика, 1982. Т. 1. С. 103—108. 177. К вопросу о речевом развитии и воспитании глухонемого ребенка // Собр. соч.: В 6 т. М.: Педагогика, 1983. Т. 5. С. 329—330. Тезисы докл. на 2-й Всерос. конф. школьных работниковс глухонемыми детьми и подростками, 1930; То же // Выготский Л. С. Проблемы дефектологии. М.: Просвещение, 1995. С. 174—175. 178. Келер В. Исследование интеллекта человекоподобных обезьян / Под ред. Л. С. Выготского. М.: Изд-во Акад. Ком. воспит., 1930. XXIX (5-207) с. 179. К проблеме развития интересов в переходном возрасте // Робітнича Освіта. Харьків: Держ. вид. Укр., 1930. № 7-8. С. 63-81. 180. Культурное развитие аномального и трудно воспитуемого ребенка // Психоневрологические науки в СССР. М.; Л.: Медгиз, 1930. С. 195—196. Тезисы докл. на I съезде по изучению поведения человека. М., 1 февраля 1930 г.;То же // Собр. соч.: В 6 т. М.: Педагогика, 1983. Т. 5. С. 330—331; То же // Выготский Л. С. Проблемы дефектологии. М.: Просвещение, 1995. С. 175. 181. Новое в области педологических исследований // Детский дом. 1930. № 7. С. 22-27. Докл. на III Всерос. съезде по охране детства. Май, 1930 г. 182. О психологических системах // Собр. соч.: В 6 т. М.: Педагогика, 1982. Т. 1. С. 109—131; То же // Выгот-ский Л. С. Проблемы дефектологии. М.: Просвещение, 1995. С. 176—195. 183. Орудие и знак // Семейный архив Л. С. Выготского (1930?). Рукопись;То же // Собр. соч.: В 6 т. М.: Педагогика, 1984. Т. 6. С. 5-90; То же // Выготский Л. С. Проблемы дефектологии. М.: Просвещение, 1995. С. 196—199. Фрагменты из I и III глав. 184. О связи между трудовой деятельностью и интеллектуальным развитием ребенка // Педология. 1930. № 5-6. С. 588—596; То же // Дефектология. 1976. № 6. С. 3-8; То же // Хрестоматия по возрастной и педагогической психологии. М.: Изд-во МГУ, 1980. С. 114—120. 185. Поведение животных и человека // Выготский Л. С. Развитие высших психических функций. М.: Изд-во АПН РСФСР, 1960. С. 397—454. 186. Предисловие // Бекингем Б. Р. Исследование педагогического процесса учителей. М.: Работник просвещения, 1930. С. 5-21. 187. Предисловие // Келер В. Исследование интеллекта человекоподобных обезьян. М.: Изд-во Акад. Ком. воспит., 1930. С. 1-XXIX; То же // Собр. соч.:В 6 т. М.: Педагогика, 1982. Т. 1. С. 210—237. 188. Проблема высших интеллектуальных функций в системе психотехнического исследования // Психотехника и психофизиология труда. 1930. Т. III. № 5. С. 374—384; То же // История советской психологии труда. М.: Изд-во МГУ, 1983. С. 50-58. 189. Психика, сознание и бессознательное // Элементы общей психологии. М.: Изд-во БЗО при педфаке 2-го МГУ, 1930. Вып. 4. С. 48-61; То же // Собр. соч.: В 6 т. М.: Педагогика, 1982. Т. 1. С. 132—148. 190. Психотехника и педология // Арх. НИИ общ. и пед. психол. АПН СССР. Ф. 82. Оп. 1. Ед. хр. 3. С. 23-57. Докл. на засед. секции в Акад. Ком. воспит. 21 ноября 1930 г. Ответы на вопросы по докладу. С. 59-71; То же // Психотехника и психофизиология труда. 1931. № 2-3. С. 173—184. Сокращ. 191. Развитие высших форм поведения в детском возрасте // Психоневрологические науки в СССР. М.; Л.: Медгиз, 1930. С. 138—139. 192. Развитие сознания в детском возрасте // Семейный арх. Л. С. Выготского (1930?). 23 с. Стенограмма. 193. Сон и сновидения // Элементы общей психологии. М.: Изд-во БЗО при педфаке 2-го МГУ, 1930. С. 62-75. 194. Социалистическая переделка человека // ВАРНИТСО. 1930. № 9-10. С. 36-44. 195. Структурная психология // Выготский Л., Геллерштейн С. и др. Основные течения современной психологии. М.; Л.: ГИЗ, 1930. С. 84-125; То же. 2-е изд. М.: Изд-во МГУ, 1972. 47 с. 196. Эйдетика // Выготский Л., Геллерштейн С. и др. Основные течения современной психологии. М.; Л.: ГИЗ, 1930. С. 178—205; То же // Хрестоматия по ощущению и восприятию. М.: Изд-во МГУ, 1975. С. 275—281. Сокращ. 197. Экспериментальное исследование высших процессов поведения // Психоневрологические науки в СССР. М.; Л.: Медгиз, 1930. С. 70-71. Тезисы докл. на I съезде по изуч. поведения человека. Январь 1930 г. 198. Этюды по истории поведения. (Обезьяна. Примитив. Ребенок). М.; Л.: ГИЗ, 1930, 232 с. Совместно с А. Р. Лурия; То же. М.: Педагогика-Пресс, 1993. 223 с. \| №-лифанова \| Написано \| Опубл. \| Том (выпуск) № \| Стр. \| Жанр \| Соавтор(ы) \| Название \| Издание, Источник \| Издательство \| Переиздания \| Язык \| Примечание \| \| ---------- \| -------- \| ---------- \| -------------- \| ------- \| -------------- \| ------------- \| ---------------------------------------------------------------------------------------- \| ------------------------------------------------------------------------------------------------------------------------------------ \| --------------------------------------------------------------------- \| ------------------------------------------------------------------------------------------------------------------------------------------------------------------------------------------------------------------------------------------------------------------------------------------------------------------------------------------------------------------------------------------------------------------------------------------------------------------------------------------------------------------------------------------------------------------------- \| ------- \| --------------------------------------------------------------------------------------------------------------------------------------------------------------------------------------------------------------------------- \| \| 203 \| -- \| 23.05.1931 \| -- \| -- \| доклад \| -- \| К вопросу о компенсаторных процессах в развитии умственно отсталого ребенка \| Стенограмма доклада на конференции работников вспомогательных школ. Ленинград \| -- \| (а) Собр. соч.: В 6 т. М.: Педагогика, 1983. Т. 5. С. 115—136; (в) Выготский Л. С. Проблемы дефектологии. М.: Просвещение, 1995. С.285-305. \| русский \| -- \| \| 199 \| -- \| 1931 \| -- \| -- \| редактирование \| А. Р. Лурия \| -- \| Бюлер Ш. и др. Социально-психологическое изучение ребенка первого года жизни, 234 стр. \| Москва, Ленинград: Медгиз \| -- \| русский \| -- \| \| 200 \| -- \| 1931 \| -- \| -- \| доклад \| -- \| -- \| Арх. НИИ общ. и пед. психол. АПН СССР. Ф. 82. Оп. 1. Ед. хр. 11. С. 5-15. Материалы реактологической дискуссии. 1931 г. Стенограмма. \| -- \| -- \| русский \| Правки Л. С. Выготского в стенограмме \| \| 201 \| -- \| 1936 \| -- \| -- \| книга \| -- \| -- \| Диагностика развития и педологическая клиника трудного детства, 78 стр. \| М.: Издательство экспериментального дефектологического института \| (а) Хрестоматия по патопсихологии. М.: Изд-во МГУ, 1981. С. 66-80. Фрагменты; (б) Собр. соч.:В 6 т. М.: Педагогика, 1983. Т. 5. С. 257—321; (в) Выготский Л. С. Проблемы дефектологии. М.: Просвещение, 1995. С. 200—263. \| русский \| -- \| \| 202 \| -- \| 1960 \| -- \| -- \| книга \| -- \| История развития высших психических функций, С. 13-223 \| Выготский Л. С. Развитие высших психических функций \| М.: Изд-во АПН РСФСР \| (а) Собр. соч.: В 6 т. М.: Педагогика, 1983. Т. 3. С. 5-328; (б) Выготский Л. С. Проблемы дефектологии. М.: Просвещение, 1995. С. 264—284. Фрагменты. \| русский \| -- \| \| 204 \| -- \| 1931 \| 3 \| 52-58 \| статья \| -- \| К вопросу о педологии и смежных с нею науках \| Педология \| -- \| -- \| русский \| -- \| \| 204 \| -- \| 1931 \| 4 \| 78-100 \| статья \| -- \| Педология и смежные с нею науки. Педология и психология (окончание) \| Педология \| -- \| -- \| русский \| -- \| \| 205 \| -- \| 1931 \| 1-2 \| 8-17 \| статья \| -- \| Коллектив как фактор развития аномального ребенка \| Вопросы дефектологии \| -- \| (а) Собр. соч.: В 6 т. М.: Педагогика, 1983. Т. 5. С. 196—218; (б) Выготский Л. С. Проблемы дефектологии. М.: Просвещение, 1995. С. 306—327; (в) О развитии речи глухих (из ст. «Коллектив как фактор развития дефективного ребенка») // Дефектология. 1994. № 4. С. 88-90. \| русский \| Статья продолжена в следующем номере журнала \| \| 205 \| -- \| 1931 \| 3 \| 3-18 \| статья \| -- \| Коллектив как фактор развития аномального ребенка \| Вопросы дефектологии \| -- \| (а) Собр. соч.: В 6 т. М.: Педагогика, 1983. Т. 5. С. 196—218; (б) Выготский Л. С. Проблемы дефектологии. М.: Просвещение, 1995. С. 306—327; (в) О развитии речи глухих (из ст. «Коллектив как фактор развития дефективного ребенка») // Дефектология. 1994. № 4. С. 88-90. \| русский \| Окончание статьи из предыдущего номера журнала \| \| 206 \| -- \| 1931 \| 19 \| 414—426 \| статья \| -- \| Мышление \| БМЭ \| Москва: Советская энциклопедия \| -- \| русский \| -- \| \| 207 \| -- \| 1931 \| 3 \| 179-504 \| книга \| -- \| Педология подростка \| -- \| Москва, Ленинград: Государственное учебно-педагогическое издательство \| (а) Фрагмент под загл.: Динамика и структура личности // Хрестоматия по возрастной и педагогической психологии. М.: Изд-во МГУ, 1980. С. 138—142; (б) Фрагмент под загл.: Динамика и структура личности подростка // Хрестоматия по возрастной психологии. М.: Междунар. пед. акад., 1994. С. 211—215; (в) Отдельные главы // Собр. соч.: В 6 т. М.: Педагогика, 1984. Т. 4. С. 5-242; (г) Выготский Л. С. Проблемы дефектологии. М.: Просвещение, 1995. С. 328—356. Фрагменты.; (д) Выготский Л. С. Проблемы дефектологии. М.: Просвещение, 1995. С. 264—284. Фрагменты. \| русский \| Задания № 9-16. Издание вышло под грифом «Центральный институт повышения квалификации кадров народного образования. Заочные курсы». В библиографии Лифановой ошибочно указано издательство: Изд-во БЗО при педфаке 2-го МГУ \| \| 208 \| -- \| 05.1931 \| -- \| -- \| доклад \| -- \| Практическая деятельность и мышление в развитии ребенка в связи с проблемой политехнизма \| Семейный арх. Л. С. Выготского. 4 с. Рукопись. Тезисы доклада на психотехническом съезде \| -- \| -- \| русский \| Первый Всесоюзный съезд по психотехнике и психофизиологии труда проходил 20-25 мая в Ленинграде \| \| 209 \| -- \| 1931 \| -- \| 6-13 \| статья \| -- \| Предисловие \| Леонтьев А. Н. Развитие памяти \| Москва, Ленинград: Учпедгиз \| Собр. соч.: В 6 т. М.: Педагогика, 1982. Т. 1. С. 149—155 \| русский \| -- \| \| 210 \| -- \| 1931 \| -- \| 3-5 \| статья \| -- \| Предисловие \| Цвейфель Я. К. Очерки особенностей поведения и воспитания глухонемого ребенка \| Москва, Ленинград: Учпедгиз \| (а)Собр. соч.: В 6 т. М.: Педагогика, 1983. Т. 5. С. 219—221; (б)Выготский Л. С. Проблемы дефектологии. М.: Просвещение, 1995. С. 357—359 \| русский \| -- \| \| 210 \| -- \| 1931 \| -- \| 1-206 \| книга \| Б. Е. Варшава \| -- \| Психологический словарь \| Москва: Учпедгиз \| (а)Леонтьев А. А. Л. С. Выготский. М.: Просвещение, 1990. С. 144—152. Фрагменты; (б)Выготский Л. С. Проблемы дефектологии. М.: Просвещение, 1995. С. 360—389. Фрагменты \| русский \| -- \| |          |            |                |         |                |               |                                                                                          | |                                                                       | |         | |
| №-лифанова | Написано | Опубл.     | Том (выпуск) № | Стр.    | Жанр           | Соавтор(ы)    | Название                                                                                 | Издание, Источник | Издательство                                                          | Переиздания | Язык    | Примечание |
| 203 | --       | 23.05.1931 | --             | --      | доклад         | --            | К вопросу о компенсаторных процессах в развитии умственно отсталого ребенка              | Стенограмма доклада на конференции работников вспомогательных школ. Ленинград                                                        | --                                                                    | (а) Собр. соч.: В 6 т. М.: Педагогика, 1983. Т. 5. С. 115—136; (в) Выготский Л. С. Проблемы дефектологии. М.: Просвещение, 1995. С.285-305. | русский | -- |
| 199 | --       | 1931       | --             | --      | редактирование | А. Р. Лурия   | --                                                                                       | Бюлер Ш. и др. Социально-психологическое изучение ребенка первого года жизни, 234 стр.                                               | Москва, Ленинград: Медгиз                                             | -- | русский | -- |
| 200 | --       | 1931       | --             | --      | доклад         | --            | --                                                                                       | Арх. НИИ общ. и пед. психол. АПН СССР. Ф. 82. Оп. 1. Ед. хр. 11. С. 5-15. Материалы реактологической дискуссии. 1931 г. Стенограмма. | --                                                                    | -- | русский | Правки Л. С. Выготского в стенограмме |
| 201 | --       | 1936       | --             | --      | книга          | --            | --                                                                                       | Диагностика развития и педологическая клиника трудного детства, 78 стр.                                                              | М.: Издательство экспериментального дефектологического института      | (а) Хрестоматия по патопсихологии. М.: Изд-во МГУ, 1981. С. 66-80. Фрагменты; (б) Собр. соч.:В 6 т. М.: Педагогика, 1983. Т. 5. С. 257—321; (в) Выготский Л. С. Проблемы дефектологии. М.: Просвещение, 1995. С. 200—263. | русский | -- |
| 202 | --       | 1960       | --             | --      | книга          | --            | История развития высших психических функций, С. 13-223                                   | Выготский Л. С. Развитие высших психических функций                                                                                  | М.: Изд-во АПН РСФСР                                                  | (а) Собр. соч.: В 6 т. М.: Педагогика, 1983. Т. 3. С. 5-328; (б) Выготский Л. С. Проблемы дефектологии. М.: Просвещение, 1995. С. 264—284. Фрагменты. | русский | -- |
| 204 | --       | 1931       | 3              | 52-58   | статья         | --            | К вопросу о педологии и смежных с нею науках                                             | Педология | --                                                                    | -- | русский | -- |
| 204 | --       | 1931       | 4              | 78-100  | статья         | --            | Педология и смежные с нею науки. Педология и психология (окончание)                      | Педология | --                                                                    | -- | русский | -- |
| 205 | --       | 1931       | 1-2            | 8-17    | статья         | --            | Коллектив как фактор развития аномального ребенка                                        | Вопросы дефектологии | --                                                                    | (а) Собр. соч.: В 6 т. М.: Педагогика, 1983. Т. 5. С. 196—218; (б) Выготский Л. С. Проблемы дефектологии. М.: Просвещение, 1995. С. 306—327; (в) О развитии речи глухих (из ст. «Коллектив как фактор развития дефективного ребенка») // Дефектология. 1994. № 4. С. 88-90. | русский | Статья продолжена в следующем номере журнала |
| 205 | --       | 1931       | 3              | 3-18    | статья         | --            | Коллектив как фактор развития аномального ребенка                                        | Вопросы дефектологии | --                                                                    | (а) Собр. соч.: В 6 т. М.: Педагогика, 1983. Т. 5. С. 196—218; (б) Выготский Л. С. Проблемы дефектологии. М.: Просвещение, 1995. С. 306—327; (в) О развитии речи глухих (из ст. «Коллектив как фактор развития дефективного ребенка») // Дефектология. 1994. № 4. С. 88-90. | русский | Окончание статьи из предыдущего номера журнала |
| 206 | --       | 1931       | 19             | 414—426 | статья         | --            | Мышление                                                                                 | БМЭ | Москва: Советская энциклопедия                                        | -- | русский | -- |
| 207 | --       | 1931       | 3              | 179-504 | книга          | --            | Педология подростка                                                                      | -- | Москва, Ленинград: Государственное учебно-педагогическое издательство | (а) Фрагмент под загл.: Динамика и структура личности // Хрестоматия по возрастной и педагогической психологии. М.: Изд-во МГУ, 1980. С. 138—142; (б) Фрагмент под загл.: Динамика и структура личности подростка // Хрестоматия по возрастной психологии. М.: Междунар. пед. акад., 1994. С. 211—215; (в) Отдельные главы // Собр. соч.: В 6 т. М.: Педагогика, 1984. Т. 4. С. 5-242; (г) Выготский Л. С. Проблемы дефектологии. М.: Просвещение, 1995. С. 328—356. Фрагменты.; (д) Выготский Л. С. Проблемы дефектологии. М.: Просвещение, 1995. С. 264—284. Фрагменты. | русский | Задания № 9-16. Издание вышло под грифом «Центральный институт повышения квалификации кадров народного образования. Заочные курсы». В библиографии Лифановой ошибочно указано издательство: Изд-во БЗО при педфаке 2-го МГУ |
| 208 | --       | 05.1931    | --             | --      | доклад         | --            | Практическая деятельность и мышление в развитии ребенка в связи с проблемой политехнизма | Семейный арх. Л. С. Выготского. 4 с. Рукопись. Тезисы доклада на психотехническом съезде                                             | --                                                                    | -- | русский | Первый Всесоюзный съезд по психотехнике и психофизиологии труда проходил 20-25 мая в Ленинграде |
| 209 | --       | 1931       | --             | 6-13    | статья         | --            | Предисловие                                                                              | Леонтьев А. Н. Развитие памяти | Москва, Ленинград: Учпедгиз                                           | Собр. соч.: В 6 т. М.: Педагогика, 1982. Т. 1. С. 149—155 | русский | -- |
| 210 | --       | 1931       | --             | 3-5     | статья         | --            | Предисловие                                                                              | Цвейфель Я. К. Очерки особенностей поведения и воспитания глухонемого ребенка                                                        | Москва, Ленинград: Учпедгиз                                           | (а)Собр. соч.: В 6 т. М.: Педагогика, 1983. Т. 5. С. 219—221; (б)Выготский Л. С. Проблемы дефектологии. М.: Просвещение, 1995. С. 357—359 | русский | -- |
| 210 | --       | 1931       | --             | 1-206   | книга          | Б. Е. Варшава | --                                                                                       | Психологический словарь | Москва: Учпедгиз                                                      | (а)Леонтьев А. А. Л. С. Выготский. М.: Просвещение, 1990. С. 144—152. Фрагменты; (б)Выготский Л. С. Проблемы дефектологии. М.: Просвещение, 1995. С. 360—389. Фрагменты | русский | -- |

### Публикации и неопубликованные работы «структурного» и «семического» периода (1932—1934)
| \| №-лифанова \| Доклад сделан или лекция прочитана/Текст написан; год, дата \| Текст впервые напечатан, год \| Жанр \| Название \| Место хранения стенограммы доклада, лекции или рукописи/Издание; Том (выпуск) №; Издательство; Стр. \| Переиздания/Издания послевоенного периода \| Примечание \| \| ---------- \| ----------------------------------------------------------- \| ---------------------------- \| ----------- \| ----------------------------------------------------------------------------- \| --------------------------------------------------------------------------------------------------------------------------------------- \| --------------------------------------------------------------------------------------------------------------------------------------------------------------------------------------------------------------------------------------------------------------------------------------------------------------------------------------------------------------------------------------------------------------------------------------------------------------------------------------------------------------------------------------------------------------------------------------------------------------------------------------------------------------------------------------------------------------------------------------------------- \| --------------------------------------------------------------------------------------------------------------- \| \| 221 \| 1932.12.15 \| 1932 \| лекция \| Раннее детство \| -- \| -- \| Стеногр. лекции. Ленингр. пед. ин-т \| \| 212 \| 1932 \| 1936 \| статья \| К вопросу о психологии творчества актера \| Якобсон П. М. Психология сценических чувств актера. М.: ГИЗ, 1936. С. 197—211 \| Собр. соч.: В 6 т. М.: Педагогика, 1984. Т. 6. С. 319—328 \| -- \| \| 213 \| 1932 \| 1932 \| статья \| К проблеме психологии шизофрении \| Сов. невропатология, психиатрия, психогигиена. 1932. Т. 1. Вып. 8. С. 352—364 \| Под загл.: Нарушение понятий при шизофрении // Выготский Л. С. Избр. психол. исслед. М.: Изд-во АПН РСФСР, 1956. С. 481—496 \| -- \| \| 214 \| 1932 \| 1933 \| статья \| К проблеме психологии шизофрении \| Современные проблемы шизофрении. М.: Медгиз, 1933. С. 19-28 \| Под загл.: Нарушение понятий при шизофрении // То же // Хрестоматия по патопсихологии. М.: Изд-во МГУ, 1981. С. 60-65. \| Лифанова (1996): Докл. на конф. по вопр. теории и практики шизофрении. М., июнь 1932 г. Отлична от работы № 213 \| \| 215 \| 1932 \| 1960 \| лекции \| Лекции по психологии \| Выготский Л. С. Развитие высших психических функций. М.: Изд-во АПН РСФСР, 1960. С. 235—363 \| То же // Собр. соч.: В 6 т. М.: Педагогика, 1982. Т. 2. С. 363—465. Содерж.: 1. Восприятие и его развитие в детском возрасте. 2. Память и её развитие в детском возрасте // Хрестоматия по общей психологии. Психология памяти. М.: Изд-во МГУ, 1979. С. 155—162. 3. Мышлениеи его развитие в детском возрасте. 4. Эмоции и их развитие в детском возрасте // Психология. 1959. № 3. С. 125—134. 5. Воображение и его развитие в детском возрасте // Хрестоматия по психологии. М.: Просвещение, 1987. С. 320—324; То же // Хрестоматия по возрастной психологии. М.: Междунар. пед. акад., 1994. С. 26-32; То же // Выготский Л. С. Проблемы дефектологии. М.: Просвещение, 1995. С. 390—392. Фрагменты. 6. Воля и её развитие в детском возрасте. \| -- \| \| 216 \| 1932 \| 1932 \| лекция \| Младенческий возраст \| Семейный арх. Л. С. Выготского. 1932. 78 с. Рукопись; То же // Семейный арх. Л. С. Выготского. 19 с. Стеногр. лекции. 21 ноября 1932 г. \| Собр. соч.:В 6 т. М.: Педагогика, 1984. Т. 4. С. 269—317 \| -- \| \| 217 \| -- \| 1932 \| предисловие \| Предисловие \| Грачева Е. К. Воспитание и обучение глубоко отсталого ребенка. М.; Л.: Учпедгиз, 1932. С. 3-10 \| То же // Дефектология. 1969. № 1. С. 83-87; То же // Собр. соч.:В 6 т. М.: Педагогика, 1983. Т. 5. С. 222—230; То же // Выготский Л. С. Проблемы дефектологии. М.: Просвещение, 1995. С. 393—401 \| -- \| \| 218 \| 1932 \| 1932 \| предисловие \| Предисловие \| Леонтьев А. Н. Развитие памяти. М., 1932. 11 с. \| -- \| Лифанова (1996): Совм. с А. Н. Леонтьевым. Отдельный оттиск \| \| 219 \| 1932 \| 1932 \| предисловие \| Проблема развития ребенка в исследованиях Арнольда Гезелла. Критический очерк \| Гезелл А. Педология раннего возраста. М.; Л.: Учпедгиз, 1932. С. 3-14 \| -- \| -- \| \| 220 \| 1930 \| 1932 \| предисловие \| Проблема речи и мышления ребенка в учении Ж. Пиаже. Критическое исследование \| Пиаже Ж. Речь и мышление ребенка. М.; Л.: Учпедгиз, 1932. С. 3-54 \| То же // Пиаже Ж. Речь и мышление ребенка. М.: Педагогика-Пресс, 1994. С. 473—524 \| -- \| \| 222 \| 1932 \| 1960 \| статья \| Современные течения в психологии \| -- \| Выготский Л. С. Развитие высших психических функций. М.: Изд-во АПН РСФСР, 1960. С. 458—481 \| -- \| \| 223 \| 1933.12.19 \| -- \| лекция \| Вводная лекция по возрастной психологии \| Арх. Ленингр. пед. ин-та. 34 с. \| -- \| Стеногр. Центр. дом худ. воспитания детей. 19 декабря 1933 г. \| \| 224 \| 1933 \| 1935 \| лекция \| Динамика умственного развития школьника в связи с обучением \| Выготский Л. С. Умственное развитие детей в процессе обучения. М.; Л.: ГИЗ, 1935. С. 33-52. \| Выготский Л. С. Педагогическая психология. М.: Педагогика, 1991. С. 391—410 \| Стеногр. докл. на засед. каф. дефектологии. Пед. ин-т им. Бубнова. Декабрь 1933 г. \| \| 225 \| 1933.12.13 \| -- \| лекция \| Дошкольный возраст \| Семейный арх. Л. С. Выготского. 15 с. \| -- \| Стеногр. лекции. Ленингр. пед. ин-т. 13-14 декабря 1933 г. \| \| 226 \| 1933.03-04 \| 1966 \| лекция \| Игра и её роль в психическом развитии ребенка \| Вопр. психол. 1966. № 6. С. 62-76 \| -- \| Стеногр. лекции. Ленингр. пед. ин-т. 1933 г. \| \| 227 \| 1933.12.23 \| -- \| лекция \| К вопросу о динамике умственного развития нормального и ненормального ребенка \| Семейный арх. Л. С. Выготского \| -- \| Стеногр. лекции. Пед. ин-т им. Бубнова. 23 декабря 1933 г. \| \| 228 \| 1933.12.21 \| 1984 \| лекция \| Кризис первого года жизни \| -- \| Собр. соч.: В 6 т. М.: Педагогика, 1984. Т. 4. С. 318—339 \| Стеногр. лекции. Ленингр. пед. ин-т. 21 декабря 1933 г. \| \| 229 \| 1933.04 \| 1984 \| лекция \| Кризис трех лет \| Семейный арх. Л. С. Выготского \| Собр. соч.:В 6 т. М.: Педагогика, 1984. Т. 4. С. 368—375 \| Стеногр. лекции. Ленингр. пед. ин-т. Апрель 1933 г. \| \| 230 \| 1933.04 \| 1984 \| лекция \| Кризис семи лет \| Семейный арх. Л. С. Выготского \| Собр. соч.:В 6 т. М.: Педагогика, 1984. Т. 4. С. 376—385 \| Стеногр. лекции. Ленингр. пед. ин-т. Апрель 1933 г. \| \| 231 \| 1933.04.20 \| -- \| рукопись \| Критические возраста \| Арх. Ленингр. пед. ин-та. Л., 20 апреля 1933 г. 15 с. \| -- \| -- \| 232. Негативная фаза переходного возраста // Арх. Ленингр. пед. ин-та. 17 с. Стеногр. лекции. Ленингр. пед. ин-т. 26 июня 1933 г. 233. Об исследовании учебной работы школьника // Семейный арх. Л. С. Выготского. Стеногр. лекции. Ленингр. пед. ин-т. 31 января 1933 г. 234. О педологическом анализе педагогического процесса // Выготский Л. С. Умственное развитие детей в процессе обучения. М.; Л.: Учпедгиз, 1935. С. 116—134. Стеногр. докл. в Эксперим. дефектол. ин-те. 17 марта 1933 г.; То же // Выготский Л. С. Педагогическая психология. М.: Педагогика, 1991. С. 430—449. 235. О переходном возрасте // Арх. Ленингр. пед. ин-та. 19 с. Стеногр. лекции. Ленингр. пед. ин-т. 25 июня 1933 г. 236. Педология дошкольного возраста // Арх. Ленингр. пед. ин-та. 16 с. Стеногр. лекции. Ленингр. пед. ин-т. 31 января 1933 г. Правки Л. С. Выготского. 237. Предисловие // Занков Л. В., Певзнер М. С., Шмидт В. Ф. Трудные дети в школьной работе. М.; Л.: Учпедгиз, 1933. С. 3-4. 238. Проблема возраста. Игра // Собр. соч.: В 6 т. М.: Педагогика, 1984. Т. 4. С. 244—268. Стеногр. закл. слова на семинаре. Ленингр. пед. ин-т. 23 марта 1933 г. 239. Проблема развития (абсолютная и относительная успешность) // Арх. Ленингр. пед. ин-та. 17 с. Стеногр. лекции. Ленингр. пед. ин-т. 27 ноября 1933 г. 240. Проблема сознания // Психология грамматики. М.: Изд-во МГУ, 1968. С. 178—196. Выступления Л. С. Выготского по докл. А. Р. Лурия 5 и 9 декабря 1933 г.; То же // Собр. соч.: В 6 т. М.: Педагогика, 1982. Т. 1. С. 156—167. 241. Развитие житейских и научных понятий в школьном возрасте // Выготский Л. С. Умственное развитие детейв процессе обучения. М.; Л.: Учпедгиз, 1935. С. 96-115. Стеногр. докл на засед. Научно-метод. Совета Ленингр. пед. ин-та. 20 мая 1933 г.; То же // Выготский Л. С. Педагогическая психология. М.: Педагогика, 1991. С. 410—430. 242. Слабоумие при болезни Пика // Семейный арх. Л. С. Выготского. 1933. 4 с. Рукопись; То же // Выготский Л. С. Проблемы дефектологии. М.: Просвещение, 1995. С. 402—403. 243. Тезисы к лекции (по педологии дошкольного возраста) // Семейный арх. Д. Б. Эльконина (1933?). 20 с. Рукопись. 244. Учение об эмоциях. Историко-психологическое исследование // Семейный арх. Л. С. Выготского. 1933. 500 с. Рукопись. Монография имела также заглавия «Спиноза», «Очерки психологии. Проблема эмоций»; То же // Собр. соч.: В 6 т. М.: Педагогика, 1984. Т.6. С. 91-318; Учение об эмоциях в свете современной психоневрологии // Вопр. философ. 1970. № 6. С. 119—130; Гл. монографии. О двух направлениях в понимании природы эмоций в зарубежной психологии начала XX века // Вопр. психол. 1968. № 2. С. 149—159. Фрагмент монографии. 1934 г. 245. К вопросу о деменции при болезни Пика // Сов. невропатология, психиатрия, психогигиена. 1934. Т. 3. Вып. 6. С. 97-136. Совм. с Г. В. Бирнбаум, Н. В. Самухиным; То же // Хрестоматия по патопсихологии. М.: Изд-во МГУ, 1981. С. 114—149. Сокращ. 246. К вопросу о развитии научных понятий в школьном возрасте // Шиф Ж. И. Развитие научных понятий у школьника. М.; Л.: Учпедгиз, 1935. С. 3-17. 247. Младенчество и ранний возраст // Арх. Ленингр. пед. ин-та. 24 с. Стеногр. лекции. Ленингр. пед. ин-т. 23 февраля 1934 г. 248. Мышление и речь. М.; Л.:Соцэкгиз, 1934. 323 с.; То же // Выготский Л. С. Избр. психол. исслед. М.: Изд-во АПН РСФСР, 1956. С. 39-386; То же // Собр. соч.: В 6 т. М.: Педагогика, 1982. Т. 2. С. 5-361; То же. М.: Лабиринт, 1996. 362 с.; Мысль и слово // Наука и техника, 1977. № 6. С. 6-9; (На латышском языке. С. 29-33.)VII гл.; I, II, IV, V, VII главы // Хрестоматия по общей психологии. Психология мышления. М.: Изд-во МГУ, 1981. С. 153—182, 194—203. Сокращ. 249. Мышление школьника // Арх. Ленингр. пед. ин-та. 14 с. Стеногр. лекции. Ленингр. пед. ин-т. 3 мая 1934 г. 250. Основы педологии. М.: Изд-во 2-го Моск. мед. ин-та, 1934. 211 с. Стеногр. курса лекций. 2-й Моск. мед. ин-т. 1934 г.; То же. Л.: Изд-во Ленингр. пед. ин-та, 1935. 133 с. 251. Переходный возраст // Арх. Ленингр. пед. ин-та. 29 с. Стеногр. лекции. Ленингр. пед. ин-т. 25 марта 1934 г. 252. Проблема возраста // Семейный арх. Л. С. Выготского. 1934. 95 с. Рукопись; Проблема возрастной периодизации детского развития // Вопр. психол. 1972. № 2. С. 114—123. Фрагмент;То же // Хрестоматия по детской психологии. М.: Ин-т практ. психол., 1996. С. 4-19. 253. Проблема обучения и умственного развития в школьном возрасте // Выготский Л. С. Умственное развитие детей в процессе обучения. М.; Л.: Учпедгиз, 1935. С. 3-19; То же // Хрестоматия по психологии. М.: Просвещение, 1987. С. 377—383; То же // Выготский Л. С. Педагогическая психология. М.: Педагогика, 1991. С. 374—390. 254. Проблема развития в структурной психологии // Коффка К. Основы психического развития. М.; Л.: Соцэкгиз, 1934. С. IX-LVI; То же // Собр. соч.: В 6 т. М.: Педагогика, 1982. Т. 1. С. 238—290. 255. Проблема развития и распада высших психических функций // Выготский Л. С. Развитие высших психический функций. М.: Изд-во АПН РСФСР, 1960. С. 364—383. Докл. на конф. Ин-та эксперимент. медицины. 28 апреля 1934 г. Последний доклад Л. С. Выготского. Сделан за полтора месяца до смерти; То же // Выготский Л. С. Проблемы дефектологии. М.: Просвещение, 1995. С. 404—418. 256. Психология и учение о локализации психических функций // Первый Всеукраинский съезд невропатологов и психиатров. Тезисы докладов. Харьков, 1934. С. 34-41. Тезисы докл. представлены на I Укр. съезд по психоневрологии; То же // Выготский Л. С. Развитие высших психических функций. М.: Изд-во АПН РСФСР, 1960. С. 384—396;То же // Собр. соч.: В 6 т. М.: Педагогика, 1982. Т. 1. С. 168—174; То же // Выготский Л. С. Проблемы дефектологии. М.: Просвещение, 1995. С. 419—425. 257. Фашизм в психоневрологии. М.; Л.: Биомедгиз, 1934. 28 с. Совм. сВ. А. Гиляровским и др. 258. Школьный возраст. Гл. 1 // Семейный арх. Д. Б. Эльконина. 1934. 42 с. Рукопись. 259. Школьный возраст // Арх. Ленингр. пед. ин-та. 61 с. Стеногр. лекции. Ленингр. пед. ин-т. 23 февраля 1934 г.; Продолжение лекции // Арх. Ленингр. пед. ин-та. 25 с. Стеногр. лекции. Ленингр. пед. ин-т. 10 марта 1934 г.; Основные психологические особенности школьного возраста // Арх. Ленингр. пед. ин-та. 43 с. Рукопись написана Л. С. Выготским на основе указанных стенограмм. 260. Экспериментальное исследование воспитания новых речевых рефлексов по способу связывания с комплексами // Семейный арх. Л. С. Выготского. Рукопись. |                                                             |                              |             |                                                                               | | | |
| №-лифанова | Доклад сделан или лекция прочитана/Текст написан; год, дата | Текст впервые напечатан, год | Жанр        | Название                                                                      | Место хранения стенограммы доклада, лекции или рукописи/Издание; Том (выпуск) №; Издательство; Стр.                                     | Переиздания/Издания послевоенного периода | Примечание |
| 221 | 1932.12.15                                                  | 1932                         | лекция      | Раннее детство                                                                | -- | -- | Стеногр. лекции. Ленингр. пед. ин-т                                                                             |
| 212 | 1932                                                        | 1936                         | статья      | К вопросу о психологии творчества актера                                      | Якобсон П. М. Психология сценических чувств актера. М.: ГИЗ, 1936. С. 197—211                                                           | Собр. соч.: В 6 т. М.: Педагогика, 1984. Т. 6. С. 319—328 | -- |
| 213 | 1932                                                        | 1932                         | статья      | К проблеме психологии шизофрении                                              | Сов. невропатология, психиатрия, психогигиена. 1932. Т. 1. Вып. 8. С. 352—364                                                           | Под загл.: Нарушение понятий при шизофрении // Выготский Л. С. Избр. психол. исслед. М.: Изд-во АПН РСФСР, 1956. С. 481—496 | -- |
| 214 | 1932                                                        | 1933                         | статья      | К проблеме психологии шизофрении                                              | Современные проблемы шизофрении. М.: Медгиз, 1933. С. 19-28                                                                             | Под загл.: Нарушение понятий при шизофрении // То же // Хрестоматия по патопсихологии. М.: Изд-во МГУ, 1981. С. 60-65. | Лифанова (1996): Докл. на конф. по вопр. теории и практики шизофрении. М., июнь 1932 г. Отлична от работы № 213 |
| 215 | 1932                                                        | 1960                         | лекции      | Лекции по психологии                                                          | Выготский Л. С. Развитие высших психических функций. М.: Изд-во АПН РСФСР, 1960. С. 235—363                                             | То же // Собр. соч.: В 6 т. М.: Педагогика, 1982. Т. 2. С. 363—465. Содерж.: 1. Восприятие и его развитие в детском возрасте. 2. Память и её развитие в детском возрасте // Хрестоматия по общей психологии. Психология памяти. М.: Изд-во МГУ, 1979. С. 155—162. 3. Мышлениеи его развитие в детском возрасте. 4. Эмоции и их развитие в детском возрасте // Психология. 1959. № 3. С. 125—134. 5. Воображение и его развитие в детском возрасте // Хрестоматия по психологии. М.: Просвещение, 1987. С. 320—324; То же // Хрестоматия по возрастной психологии. М.: Междунар. пед. акад., 1994. С. 26-32; То же // Выготский Л. С. Проблемы дефектологии. М.: Просвещение, 1995. С. 390—392. Фрагменты. 6. Воля и её развитие в детском возрасте. | -- |
| 216 | 1932                                                        | 1932                         | лекция      | Младенческий возраст                                                          | Семейный арх. Л. С. Выготского. 1932. 78 с. Рукопись; То же // Семейный арх. Л. С. Выготского. 19 с. Стеногр. лекции. 21 ноября 1932 г. | Собр. соч.:В 6 т. М.: Педагогика, 1984. Т. 4. С. 269—317 | -- |
| 217 | --                                                          | 1932                         | предисловие | Предисловие                                                                   | Грачева Е. К. Воспитание и обучение глубоко отсталого ребенка. М.; Л.: Учпедгиз, 1932. С. 3-10                                          | То же // Дефектология. 1969. № 1. С. 83-87; То же // Собр. соч.:В 6 т. М.: Педагогика, 1983. Т. 5. С. 222—230; То же // Выготский Л. С. Проблемы дефектологии. М.: Просвещение, 1995. С. 393—401 | -- |
| 218 | 1932                                                        | 1932                         | предисловие | Предисловие                                                                   | Леонтьев А. Н. Развитие памяти. М., 1932. 11 с.                                                                                         | -- | Лифанова (1996): Совм. с А. Н. Леонтьевым. Отдельный оттиск                                                     |
| 219 | 1932                                                        | 1932                         | предисловие | Проблема развития ребенка в исследованиях Арнольда Гезелла. Критический очерк | Гезелл А. Педология раннего возраста. М.; Л.: Учпедгиз, 1932. С. 3-14                                                                   | -- | -- |
| 220 | 1930                                                        | 1932                         | предисловие | Проблема речи и мышления ребенка в учении Ж. Пиаже. Критическое исследование  | Пиаже Ж. Речь и мышление ребенка. М.; Л.: Учпедгиз, 1932. С. 3-54                                                                       | То же // Пиаже Ж. Речь и мышление ребенка. М.: Педагогика-Пресс, 1994. С. 473—524 | -- |
| 222 | 1932                                                        | 1960                         | статья      | Современные течения в психологии                                              | -- | Выготский Л. С. Развитие высших психических функций. М.: Изд-во АПН РСФСР, 1960. С. 458—481 | -- |
| 223 | 1933.12.19                                                  | --                           | лекция      | Вводная лекция по возрастной психологии                                       | Арх. Ленингр. пед. ин-та. 34 с. | -- | Стеногр. Центр. дом худ. воспитания детей. 19 декабря 1933 г.                                                   |
| 224 | 1933                                                        | 1935                         | лекция      | Динамика умственного развития школьника в связи с обучением                   | Выготский Л. С. Умственное развитие детей в процессе обучения. М.; Л.: ГИЗ, 1935. С. 33-52.                                             | Выготский Л. С. Педагогическая психология. М.: Педагогика, 1991. С. 391—410 | Стеногр. докл. на засед. каф. дефектологии. Пед. ин-т им. Бубнова. Декабрь 1933 г.                              |
| 225 | 1933.12.13                                                  | --                           | лекция      | Дошкольный возраст                                                            | Семейный арх. Л. С. Выготского. 15 с.                                                                                                   | -- | Стеногр. лекции. Ленингр. пед. ин-т. 13-14 декабря 1933 г.                                                      |
| 226 | 1933.03-04                                                  | 1966                         | лекция      | Игра и её роль в психическом развитии ребенка                                 | Вопр. психол. 1966. № 6. С. 62-76 | -- | Стеногр. лекции. Ленингр. пед. ин-т. 1933 г.                                                                    |
| 227 | 1933.12.23                                                  | --                           | лекция      | К вопросу о динамике умственного развития нормального и ненормального ребенка | Семейный арх. Л. С. Выготского | -- | Стеногр. лекции. Пед. ин-т им. Бубнова. 23 декабря 1933 г.                                                      |
| 228 | 1933.12.21                                                  | 1984                         | лекция      | Кризис первого года жизни                                                     | -- | Собр. соч.: В 6 т. М.: Педагогика, 1984. Т. 4. С. 318—339 | Стеногр. лекции. Ленингр. пед. ин-т. 21 декабря 1933 г.                                                         |
| 229 | 1933.04                                                     | 1984                         | лекция      | Кризис трех лет                                                               | Семейный арх. Л. С. Выготского | Собр. соч.:В 6 т. М.: Педагогика, 1984. Т. 4. С. 368—375 | Стеногр. лекции. Ленингр. пед. ин-т. Апрель 1933 г.                                                             |
| 230 | 1933.04                                                     | 1984                         | лекция      | Кризис семи лет                                                               | Семейный арх. Л. С. Выготского | Собр. соч.:В 6 т. М.: Педагогика, 1984. Т. 4. С. 376—385 | Стеногр. лекции. Ленингр. пед. ин-т. Апрель 1933 г.                                                             |
| 231 | 1933.04.20                                                  | --                           | рукопись    | Критические возраста                                                          | Арх. Ленингр. пед. ин-та. Л., 20 апреля 1933 г. 15 с.                                                                                   | -- | -- |

### Посмертные публикации после 1934 года
| 1935 год 261. Обучение и развитие в дошкольном возрасте // Выготский Л. С. Умственное развитие детей в процессе обучения. М.; Л.: Учпедгиз, 1935. С. 20-32. Стеногр. докл. на Всерос. конф. по дошк. воспитанию; То же // Семья и школа. 1969. № 12. С. 14-16; То же // История советской дошкольной педагогики: Хрестоматия. М.: Просвещение, 1980. С. 241—245. Сокращ. 262. Проблема умственной отсталости // Умственно отсталый ребенок. М.: Учпедгиз, 1935. С. 7-34; То же // Выготский Л. С. Избр. психол. исслед. М.: Изд-во АПН РСФСР, 1956. С. 453—480; То же // Хрестоматия по пато-психологии. М.: Изд-во МГУ, 1981. С. 150—157. Сокращ; То же // Собр. соч.: В 6 т. М.: Педагогика, 1983. Т. 5. С. 231—256; То же // Выготский Л. С. Проблемы дефектологии. М.: Просвещение, 1995. С. 426—450. 263. Умственно отсталый ребенок / Под ред. Л. С. Выготского. М.: Учпедгиз, 1935. 176 с. 264. Дефектология и учение о развитии и воспитании ненормального ребенка // Собр. соч.: В 6 т. М.: Педагогика, 1983. Т. 5. С. 166—173; То же // Выготский Л. С. Проблемы дефектологии. М.: Просвещение, 1995. С. 451—458. 265. Заметки на полях (из записной книжки читателя) // Семейный арх. Л. С. Выготского. 11 разделов. 9 с. Рукопись. 266. Из записных книжек Л. С. Выготского // Вестн. МГУ. Сер. XIV. Психология. 1977. № 2. С. 89-95. Содерж.: Инструментальный метод. К проблеме воли. О локализации психических функций в мозге. Психология и физиология и др. 267. Из записных книжек Л. С. Выготского // Вестн. МГУ. Сер. 14. Психология. 1982. № 1. С. 60-67. Содерж.:О письменной речи. Проблема грамматики. Психофизическая проблема. К локализации и др. 268. К психологии шизофрении детского возраста (тезисы к докладу) // Семейный арх. Л. С. Выготского. 1 с. Рукопись. 269. Moral insanity // Собр. соч.: В 6 т. М.: Педагогика, 1983. Т. 5. С. 150—152;То же // Выготский Л. С. Проблемы дефектологии. М.: Просвещение, 1995. С. 459—461. 270. Основы работы с умственно отсталыми и физически дефективными детьми // Собр. соч.: В 6 т. М.: Педагогика, 1983. Т. 5. С. 181—187. 271. Педология юношеского возраста. Особенности поведения подростка. М.: Изд. БЗО при 2-м МГУ. 106 с. Уроки 6-9. 272. Проблема культурного развития ребенка // Семейный арх. Л. С. Выготского. 81 с. Рукопись. Отлична от работы № 136. 273. Слепой ребенок // Собр. соч.:В 6 т. М.: Педагогика, 1983. Т. 5. С. 86-100; То же // Выготский Л. С. Проблемы дефектологии. М.: Просвещение, 1995. С. 462—475. 274. Тезисы // Семейный арх. Л. С. Выготского. 3 с. Рукопись. 275. Трудное детство. М.: Изд. БЗО при педфаке 2-го МГУ. 45 с. Отлична от работы № 145. |

## Корреспонденция
| 1. Божович Л. И., Запорожцу А. В., Левиной Р. Е., Морозовой Н. Г., Славиной Л. С. «Пятиликому Козьме Пруткову», 15.04.1929 г. // Семейный арх. Л. С. Выготского; То же // Дефектология. 1984. № 5. С. 85-86; То же // Вестн. МГУ. Сер. 14. Психология. 1986. № 4. С. 61; То же // Левитин К. Е. Личностью не рождаются. М.: Наука, 1990. С. 204—205. 2. Вагнер М. А., 1934 г., 1 письмо // Отдел редких рукописей Гос. публ. библ. им. М. Е. Салтыкова-Щедрина. 3. Вагнеру В. А., 1928—1934 гг., 33 письма // Отдел редких рукописей Гос. публ. библ. им. М. Е. Салтыкова-Щедрина. 4. Горнфельду А.Г., 1919 г., 1 письмо // Отдел редких рукописей Гос. публ. библ. им. М. Е. Салтыкова-Щедрина. 5. Левиной Р. Е., 1931 г., 1 письмо // Семейный арх. Р. Е. Левиной; То же // Дефектология. 1984. № 5. С. 84. (Фрагменты); То же // Знание — сила. 1990. № 7. С. 94. (Письмо от 13.06.1931 г.) 6. Леонтьеву А. Н., 1929—1933 гг.,7 писем // Семейный арх. А. Н. Леонтьева; То же // Знание — сила. 1990. № 7. С. 96. (Письмо от 02.08.1933 г.) 7. Лурия А. Р., 1926—1933 гг., 14 писем // Семейный арх. А. Р. Лурия; То же // Знание — сила. 1990. № 7. С. 95 (Письмо от 17.08.1932 г. Ярцево.) 8. Морозовой Н. Г., 1930 г., 3 письма // Семейный арх. Н. Г. Морозовой; То же // Дефектология. 1984. № 5. С. 84-85. (Фрагменты письма от 19.08.1930 г.); То же // Знание — сила. 1990. № 7. С. 93. (Письмо от 29.07.1930 г. Тайнинская.) 9. Сахаровой Г. И., 1928 г., 1 письмо // Семейный арх. Л. С. Выготского (копия). 10. Сахарову Л. С., 1926 г., 1 письмо // Семейный арх. Л. С. Выготского. 11. Щербине А. М., 1924—1934 гг.,9 писем // Дефектология. 1992. № 1. С. 6-8. 12. Щербине А. П., 2 письма // Дефектология. 1992. № 1. С. 6-8. 13. Эльконину Д. Б., 1932—1933 гг.,5 писем // Семейный арх. Д. Б. Эльконина. |